# Mégalithes de Carnac et des rives du Morbihan
Les mégalithes de Carnac et des rives du Morbihan sont un ensemble de mégalithes néolithiques inscrit au patrimoine mondial de l'UNESCO lors de la 47e session, le 12 juillet 2025, à Paris,,,.
Il s'agit d'un bien en série regroupant quatre sites répartis dans le Morbihan, en Bretagne, et entourés d'une seule zone tampon suggérant l'existence d'un paysage culturel aujourd'hui disparu, mais non reconnu par l'Unesco. Les quatre sites sont désignés comme étant le « Plateau de Carnac - Bassin du Gouyanzeur » (aire 1), la « Presqu’île de Quiberon - Bassin de Kerboulevin » (aire 2), la « Confluence des trois rivières » (à l'ouest du golfe du Morbihan) (aire 3), et la « Confluence des rivières du Bono et d’Auray » (aire 4).
Ils incluent des mégalithes de nature variée comme des menhirs, notamment sous forme de grands alignements, des dolmens, des cairns et des tumulus. Les éléments les plus célèbres du bien sont les alignements de Carnac, le tumulus Saint-Michel, les mégalithes de Locmariaquer (dont le grand menhir brisé d'Er Grah et la table des Marchands), et le cairn de Gavrinis. Plusieurs d'entre eux sont le support de gravures, et de nombreux objets funéraires y ont été retrouvés.

## Historique

### Durant le néolithique
Les mégalithes ont été érigés entre -5000 et -2300, à l'interface entre la culture cardiale et la culture rubanée.

### Durant l'époque moderne

#### La candidature au patrimoine mondial
Le projet d'inscription date des années 1980, avec l'inscription des alignements de Carnac, devenus sites mégalithiques de Carnac en 1996. Le projet est relancé en 2005, puis en 2012 avec la fondation d'une association, Paysages de mégalithes de Carnac et du Sud-Morbihan, qui dépose un dossier en 2016. Le bien a été étendu à un ensemble de sites mégalithiques répartis entre Carnac, la presqu'île de Quiberon et le golfe du Morbihan afin de prendre en compte l'histoire globale du mégalithisme dans la région. Le bien est finalement inscrit le 12 juillet 2025, lors de la 47e session qui s'est tenue à Paris.

## Les mégalithes du bien
Les mégalithes inscrits constituent une partie des mégalithes du Morbihan. Ils s'agit principalement de plus de 12000 pierres réparties en 150 alignements. Le dossier identifie au total 557 sites et monuments mégalithiques, dont 398 dans le bien et 159 dans la zone tampon. Les sites ont été numéroté d'ouest en est. Certains sites, comme les dépôts archéologiques, ne présentent plus de vestiges visibles, mais ont néanmoins été inclus, et sont identifiés par une numérotation en chiffres romains (de I à XXXV).
| Zone                                                    | Superficie (ha) | Communes | Sites |
| ------------------------------------------------------- | --------------- | -------- | ----- |
| Aire 1 : plateau de Carnac - bassin du Gouyanzeur       | 8 702           | 6        | 286   |
| Aire 2 : presqu'île de Quiberon - bassin de Kerboulevin | 1 054           | 2        | 13    |
| Aire 3 : confluence des trois rivières                  | 8 956           | 8        | 89    |
| Aire 4 : confluence des rivières du Bono et d’Auray     | 886             | 3        | 10    |
| Bien                                                    | 19 598          | 18       | 398   |
| Zone tampon                                             | 98 029          | 21       | 159   |
| Total                                                   | 117 627         | 28       | 557   |

### Les types de mégalithes
Le dossier vise a préserver l'ensemble mégalithique du Morbihan. Pour cela il est fait une première distinction entre les monuments, les sites (constitués de plusieurs monuments), et les différents dépôts de matériel archéologique, dénommé "déposition", liés ou non à un site ou un monuments. Compte-tenu des recherches archéologiques récentes, et de l'histoire de l'archéologie, le dossier mélange fréquemment une terminologie historique (souvent basée en français sur une terminologie bretonne), parfois imprécise et une terminologie dont la définition est plus stricte. Par exemple, le terme menhir se traduit par "pierre longue", et pourrait donc désigner toute pierre longue, verticale ou horizontale, de nature anthropique ou naturelle, c'est pourquoi l'archéologie préfère celui de stèle pour désigner une pierre érigée verticalement par des êtres humains ; le dossier les qualifie donc de menhir/stèle. Par conséquent, le dossier considère les éléments mégalithiques suivants :
- Alignement/Ouvrage de stèles : suite de stèles disposée sur une ou plusieurs lignes parallèles. Par exemple les alignements de Carnac, ou l'ancien alignement du grand menhir brisé.
- Cairn : monument appareillé en maçonnerie sèche, protégeant une ou plusieurs tombes à couloir. Par exemple le cairn de Gavrinis.
- Ciste : tombe entièrement close.
- Dolmen/Tombe à couloir : sépulture constituée de tables de pierre formant un couloir menant à une chambre funéraire.
- Dolmen/Allée couverte (ou dolmen/tombe à vestibule) : monument aux parois parallèles et de hauteur constante, dont l'accès se fait par un vestibule.
- Enceinte/Ouvrage de stèles : stèles disposées en arc de cercle, les enceintes sont souvent associées à des alignements. Parfois formant des quadrilatères.
- Enceinte/Habitat : surface ceinturée par des talus de pierre, souvent renforcés par des pierres dressées. Par exemple l'habitat du Lizio à Carnac.
- Menhir/Stèle : monolithe placé en position verticale (le terme de stèle seul peut désigner toute une diversité de pierre dressées comme des bornes ou des statues).
- Roche gravée/Affleurement gravé
- Tombe à couloir et chambre simple : lorsque la distinction est facile entre le couloir et la chambre funéraire.
- Tombe à couloir et cellules latérales : présence d’une ou de plusieurs petites cellules greffées sur la chambre. Par exemple le dolmen de Kermarquer à La Trinité-sur-Mer.
- Tombe à couloir avec chambre compartimentée : lorsque la chambre funéraire est cloisonnée, généralement soit en quatre parties égales (dolmen de Mané-Groh), soit en deux parties inégale (formant une antichambre) (dolmen du Mané-Rutual).
- Tombe à couloir et chambre évasée : lorsque le passage du couloir vers la chambre est progressif, suite à un évasement du couloir. Par exemple les dolmens de la Pointe de Pen Nioul.
- Tombe mégalithique transeptée : long couloir desservant généralement plusieurs chambres, formant une croix à une ou plusieurs branches. Par exemple le dolmen de Keriaval.
- Tombe mégalithique coudée : avec un changement de direction du couloir. Par exemple les Pierres Plates à Locmariaquer.
- Tombe mégalithique à entrée latérale : avec une chambre funéraire très allongée accolé au couloir, permettant un accès par un long côté. Par exemple le dolmen de Kerlescan.
- Tumulus : monument qui recouvre une ou plusieurs tombe avec de la pierre ou de la terre. Souvent associé avec les terme cairn ou tertre selon la nature des éléments constitutifs.
- Tumulus/Tertre : lorsque le tumulus est majoritairement composé de terre. Recouvre généralement des fosses, des cistes ou des stèles, et sont peu élevés.
- Tumulus carnacéen : tumulus de grande taille. Ils sont constitués d'un noyau en pierre, enveloppé d'une gangue d'argile, surmonté de pierre, et recouvrant des cistes. Il en existe trois : le tumulus Saint-Michel à Carnac, le tumulus du Mané er Hroëck à Locmariaquer et le tumulus de Tumiac à Arzon.

### Aire 1: plateau de Carnac - bassin du Gouyanzeur
Il s'agit de la plus grande des quatre zones du bien : elle s'étend sur 8 702 ha sur six communes (Carnac, Crach, Erdeven, La Trinité-sur-Mer, Ploërmel, et Plouharnel) et inclut 286 sites.
| N°     | Site / Monument                            | Commune (lieu-dit)                   | Nature                       | Notes                   | Coordonnées                 | Illustration |
| ------ | ------------------------------------------ | ------------------------------------ | ---------------------------- | ----------------------- | --------------------------- | ------------ |
| 1      | Alignement de Saint-Germain                | Erdeven (Saint-Germain)              | Alignement/Ouvrage de stèles |                         | 47° 38′ 56″ N, 3° 11′ 14″ O |              |
| I      | Tumulus de Saint-Germain                   | Erdeven (Saint-Germain)              | Tumulus/Tertre               |                         | 47° 38′ 50″ N, 3° 11′ 05″ O |              |
| 3      | Alignement de Kerdavid                     | Erdeven (Kerdavid)                   | Alignement/Ouvrage de stèles |                         | 47° 38′ 47″ N, 3° 10′ 55″ O |              |
| 4      | Dolmen de Kerihuel                         | Erdeven (Kerihuel)                   | Dolmen/Tombe à couloir       |                         | 47° 39′ 21″ N, 3° 10′ 58″ O |              |
| 5      | Dolmens des Sept-Saints                    | Erdeven (Les Sept-Saints)            | Dolmen/Tombe à couloir       | Classé MH (1926)        | 47° 39′ 10″ N, 3° 10′ 43″ O |              |
| 6      | Menhir de Men Plat                         | Erdeven (Men Plat)                   | Menhir/Stèle                 | Inscrit MH (2023)       | 47° 38′ 08″ N, 3° 10′ 27″ O |              |
| II     | Déposition du Marais du Fouguen            | Erdeven                              | Déposition                   |                         | 47° 37′ 26″ N, 3° 10′ 18″ O |              |
| 8      | Dolmen de Kerangré                         | Erdeven (Kerangre)                   | Dolmen/Tombe à couloir       | Classé MH (1936)        | 47° 38′ 34″ N, 3° 10′ 26″ O |              |
| III    | Déposition des Sept-Saints                 | Erdeven (Les Sept-Saints)            | Déposition                   |                         | 47° 39′ 22″ N, 3° 10′ 31″ O |              |
| 10     | Alignement de Kervasic                     | Erdeven (Rotchevir)                  | Alignement/Ouvrage de stèles |                         | 47° 37′ 49″ N, 3° 10′ 16″ O |              |
| 11     | Alignement de Kerascouët                   | Erdeven (Keracouët)                  | Alignement/Ouvrage de stèles | Inscrit MH (2023)       | 47° 38′ 27″ N, 3° 10′ 19″ O |              |
| 12     | Tumulus du Runel Rotchevir                 | Erdeven (Kervazic)                   | Tumulus                      |                         | 47° 37′ 55″ N, 3° 10′ 09″ O |              |
| 13     | Tertre de Kervasic Er Runel                | Erdeven (Kervazic)                   | Tumulus                      |                         | 47° 37′ 53″ N, 3° 10′ 05″ O |              |
| 15     | Menhir Men Cam                             | Erdeven (Kervasic)                   | Menhir/Stèle                 |                         | 47° 37′ 48″ N, 3° 09′ 59″ O |              |
| 16     | Dolmen de Kerjosselin                      | Erdeven (Kerjosselin)                | Dolmen/Tombe à couloir       |                         | 47° 39′ 02″ N, 3° 10′ 04″ O |              |
| 17     | Alignements du Narbon                      | Erdeven (Le Narbon)                  | Alignement/Ouvrage de stèles | Inscrit MH (2023)       | 47° 37′ 43″ N, 3° 09′ 52″ O |              |
| 18     | Stèle de Kervazic                          | Erdeven (Kervazic)                   | Menhir/Stèle                 |                         | 47° 37′ 52″ N, 3° 09′ 37″ O |              |
| 19     | Menhir de Kernogant - Lann menhir          | Erdeven (Kernogant)                  | Menhir/Stèle                 |                         | 47° 37′ 44″ N, 3° 09′ 33″ O |              |
| 20     | Dolmen de Kervarc'h Lann Hourou            | Erdeven (Kervarch)                   | Dolmen/Tombe à couloir       |                         | 47° 39′ 28″ N, 3° 09′ 23″ O |              |
| 21     | Menhir de Men Glas                         | Erdeven (Mein Glaz)                  | Menhir/Stèle                 | Inscrit MH (2023)       | 47° 38′ 01″ N, 3° 09′ 08″ O |              |
| 22     | Dolmen de Botlann Ty Er Mané               | Erdeven (Botlann)                    | Dolmen/Tombe à couloir       |                         | 47° 38′ 25″ N, 3° 09′ 04″ O |              |
| 23     | Alignements de Kerzérho                    | Erdeven (Kerzerho)                   | Alignement/Ouvrage de stèles | Classé MH (1862)        | 47° 38′ 05″ N, 3° 08′ 55″ O |              |
| 24     | Alignements de Kerjean 1                   | Erdeven (Kerjean)                    | Alignement/Ouvrage de stèles |                         | 47° 38′ 05″ N, 3° 08′ 39″ O |              |
| 25     | Alignement de Kerjean 2                    | Erdeven (Kerjean)                    | Alignement/Ouvrage de stèles |                         | 47° 38′ 02″ N, 3° 08′ 19″ O |              |
| 26     | Alignement de Tenat Kerbernez              | Erdeven (Mané Braz)                  | Alignement/Ouvrage de stèles |                         | 47° 38′ 00″ N, 3° 08′ 07″ O |              |
| 27     | Alignement de Sainte-Barbe                 | Plouharnel (Sainte-Barbe)            | Alignement/Ouvrage de stèles | Classé MH (1889, 1923), | 47° 36′ 31″ N, 3° 07′ 56″ O |              |
| 28     | Alignement de Lann Kercadio                | Erdeven (Peleu Guen)                 | Alignement/Ouvrage de stèles |                         | 47° 38′ 07″ N, 3° 08′ 06″ O |              |
| 29     | Tertre de Peleu Guen                       | Erdeven (Peleu Guen)                 | Tumulus/Tertre               |                         | 47° 38′ 06″ N, 3° 08′ 05″ O |              |
| 30     | Alignement de Kercadio                     | Erdeven (Peleu Guen)                 | Alignement/Ouvrage de stèles |                         | 47° 38′ 23″ N, 3° 08′ 02″ O |              |
| 31     | Dolmens de Mané-Bras                       | Erdeven (Mané Braz)                  | Dolmen/Tombe à couloir       | Classé MH (1921, 1923), | 47° 38′ 03″ N, 3° 07′ 54″ O |              |
| 32     | Dolmen de Kergazec                         | Plouharnel (Kergazec)                | Dolmen/Tombe à couloir       | Classé MH (1945)        | 47° 37′ 02″ N, 3° 07′ 43″ O |              |
| 33     | Alignement de Mané Braz                    | Erdeven (Mané Braz)                  | Alignement/Ouvrage de stèles | Inscrit MH (2023)       | 47° 37′ 59″ N, 3° 07′ 41″ O |              |
| 34     | Dolmen de Crucuno                          | Plouharnel (Crucuno)                 | Dolmen/Tombe à couloir       | Classé MH (1889)        | 47° 37′ 27″ N, 3° 07′ 35″ O |              |
| V      | Déposition de Port St-Guénaël              | Plouharnel (Porh Saint Guénael)      | Déposition                   |                         | 47° 35′ 50″ N, 3° 07′ 24″ O |              |
| 36     | Dolmen de Keredo Er Trion                  | Erdeven (Keredo)                     | Dolmen/Tombe à couloir       |                         | 47° 38′ 24″ N, 3° 07′ 38″ O |              |
| 37     | Alignement de Crucuno Er Man Cam           | Plouharnel (Crucuno)                 | Alignement/Ouvrage de stèles |                         | 47° 37′ 17″ N, 3° 07′ 30″ O |              |
| VI     | Déposition de Kerfourchel                  | Plouharnel (Kerfourchel)             | Déposition                   |                         | 47° 36′ 06″ N, 3° 07′ 22″ O |              |
| 39     | Dolmen de Keredo Er run                    | Erdeven (Keredo)                     | Dolmen/Tombe à couloir       |                         | 47° 38′ 25″ N, 3° 07′ 27″ O |              |
| 40     | Quadrilatère de Crucuno                    | Plouharnel (Crucuno)                 | Enceinte/Ouvrage de stèles   | Classé MH (1889),       | 47° 37′ 27″ N, 3° 07′ 19″ O |              |
| 41     | Alignement du Vieux Moulin                 | Plouharnel (Le Vieux Moulin)         | Alignement/Ouvrage de stèles | Classé MH (1889)        | 47° 36′ 24″ N, 3° 07′ 11″ O |              |
| 42     | Tertre du Vieux Moulin                     | Plouharnel (Le Vieux Moulin)         | Tumulus                      |                         | 47° 36′ 24″ N, 3° 07′ 11″ O |              |
| 43     | Alignement d'Er Varquez                    | Erdeven (Mané Croc'h)                | Alignement/Ouvrage de stèles |                         | 47° 37′ 41″ N, 3° 07′ 17″ O |              |
| 44     | Alignement de Coët er Blei                 | Erdeven (Coët er Blei)               | Blocs                        | Inscrit MH (2023)       | 47° 37′ 54″ N, 3° 07′ 18″ O |              |
| 45     | Tertre de Mané Net                         | Erdeven (Coët er Blei)               | Tumulus/Tertre               |                         | 47° 38′ 00″ N, 3° 07′ 18″ O |              |
| 46     | Lannec Er Truc                             | Erdeven (Mané Croc'h)                | Tumulus/Tertre               |                         | 47° 37′ 48″ N, 3° 07′ 16″ O |              |
| 47     | Dolmen de Mané-Groh                        | Erdeven (Mané Croc'h)                | Dolmen/Tombe à couloir       | Classé MH (1889)        | 47° 37′ 43″ N, 3° 07′ 14″ O |              |
| 48     | Dolmen de Mané Remor                       | Plouharnel (Mané Remor)              | Dolmen/Tombe à couloir       | Classé MH (1889)        | 47° 36′ 51″ N, 3° 07′ 08″ O |              |
| 49     | Dolmens de Rondossec                       | Plouharnel (Rondossec)               | Dolmen/Tombe à couloir       | Classé MH (1862)        | 47° 36′ 03″ N, 3° 07′ 01″ O |              |
| 50     | Tertre de Lannec Er Menhir                 | Erdeven (Coët er Blei)               | Tumulus/Tertre               |                         | 47° 37′ 51″ N, 3° 07′ 13″ O |              |
| 51     | Alignement de Lann er Croh                 | Erdeven (Coët er Blei)               | Alignement/Ouvrage de stèles |                         | 47° 38′ 02″ N, 3° 07′ 12″ O |              |
| 52     | Tertre de Lannec er Gadouer                | Erdeven (Coët er Blei)               | Tumulus/Tertre               | Inscrit MH (2023)       | 47° 37′ 52″ N, 3° 07′ 11″ O |              |
| 53     | Alignement de Parc Madeleine               | Erdeven (Mané Croc'h)                | Alignement/Ouvrage de stèles |                         | 47° 37′ 44″ N, 3° 07′ 06″ O |              |
| 54     | Alignements de Bovelann Er Lannec          | Erdeven (Bovelann)                   | Alignement/Ouvrage de stèles |                         | 47° 37′ 37″ N, 3° 06′ 58″ O |              |
| 55     | Alignement de Bovelann                     | Erdeven (Bovelann)                   | Alignement/Ouvrage de stèles |                         | 47° 37′ 49″ N, 3° 06′ 58″ O |              |
| 56     | Tertre de Bovelann                         | Erdeven (Bovelann)                   | Tumulus/Tertre               |                         | 47° 37′ 49″ N, 3° 06′ 58″ O |              |
| 57     | Dolmen de Kergavat                         | Plouharnel (Kergavat)                | Dolmen/Tombe à couloir       | Classé MH (1889)        | 47° 35′ 46″ N, 3° 06′ 26″ O |              |
| 58     | Dolmen de Kerroch                          | Plouharnel (Kerroch)                 | Dolmen/Tombe à couloir       |                         | 47° 35′ 20″ N, 3° 06′ 17″ O |              |
| 59     | Tertres de Bovelann                        | Erdeven (Bovelann)                   | Tumulus/Tertres              |                         | 47° 37′ 43″ N, 3° 06′ 31″ O |              |
| VII    | Dolmen de Er Varquez                       | Ploemel (Er Varquez)                 | Dolmen/Tombe à couloir       |                         | 47° 38′ 40″ N, 3° 06′ 36″ O |              |
| 61     | Menhir de Kergonan                         | Plouharnel (Kergonan)                | Menhir/Stèle                 |                         | 47° 35′ 50″ N, 3° 06′ 16″ O |              |
| 62     | Tertre de Kergonan                         | Plouharnel (Kergonan)                | Dolmen/Tombe à couloir       |                         | 47° 35′ 51″ N, 3° 06′ 14″ O |              |
| 63     | Alignement de Goah Leron 3                 | Plouharnel (Goah-Lêron)              | Alignement/Ouvrage de stèles |                         | 47° 37′ 25″ N, 3° 06′ 24″ O |              |
| 64     | Tumulus de Kergonan Er Mané                | Plouharnel (Kergonan)                | Dolmen/Tombe à couloir       |                         | 47° 36′ 08″ N, 3° 06′ 13″ O |              |
| 65     | Tertre du Pusso                            | Erdeven (Bovelann)                   | Tumulus                      | Inscrit MH (2023)       | 47° 37′ 40″ N, 3° 06′ 21″ O |              |
| 66     | Menhirs de Saint-Laurent                   | Ploemel (Saint-Laurent)              | Menhirs/Ouvrage de stèles    |                         | 47° 38′ 42″ N, 3° 06′ 28″ O |              |
| 67     | Alignement de Lann Er Grannec              | Ploemel (Lann er Grannec)            | Alignement/Ouvrage de stèles |                         | 47° 38′ 37″ N, 3° 06′ 26″ O |              |
| 68     | Tertre de Lann Er Grannec                  | Ploemel (Lann er Grannec)            | Tumulus/Tertre               |                         | 47° 38′ 33″ N, 3° 06′ 25″ O |              |
| 69     | Alignement de Goah Leron 2                 | Plouharnel (Goah-Lêron)              | Alignement/Ouvrage de stèles |                         | 47° 37′ 25″ N, 3° 06′ 17″ O |              |
| 70     | Menhir de Parc Belanno                     | Plouharnel (Parc Belanno)            | Menhir/Stèle                 |                         | 47° 36′ 51″ N, 3° 06′ 11″ O |              |
| VIII   | Alignement de Goah Leron 1                 | Plouharnel (Goah-Lêron)              | Enceinte/Ouvrage de stèles   |                         | 47° 37′ 21″ N, 3° 06′ 14″ O |              |
| 72     | Dolmen de Mané Bihan Kerdrain              | Carnac (Kerdrain)                    | Dolmen/Tombe à couloir       |                         | 47° 37′ 49″ N, 3° 06′ 17″ O |              |
| 73     | Dolmen du Cosquer Er Mané                  | Plouharnel (Cosquer)                 | Dolmen/Tombe à couloir       | Classé MH (1889)        | 47° 37′ 14″ N, 3° 06′ 09″ O |              |
| 74     | Alignement de Parc Belanno                 | Plouharnel (Parc Belanno)            | Alignement/Ouvrage de stèles |                         | 47° 36′ 45″ N, 3° 06′ 05″ O |              |
| 75     | Dolmen du Cosquer Mané Er Roc'h            | Plouharnel (Cosquer)                 | Dolmen/Tombe à couloir       |                         | 47° 37′ 02″ N, 3° 06′ 01″ O |              |
| 76     | Dolmen de Kerdrain                         | Carnac (Kerdrain)                    | Dolmen/Tombe à couloir       | Classé MH (1929)        | 47° 37′ 52″ N, 3° 06′ 04″ O |              |
| 77     | Dolmen de Runesto                          | Plouharnel (Runesto)                 | Dolmen/Tombe à couloir       | Classé MH (1889)        | 47° 36′ 31″ N, 3° 05′ 54″ O |              |
| 78     | Tumulus de Parc Belanno                    | Plouharnel (Parc Belanno)            | Tumulus/Tertre               |                         | 47° 36′ 54″ N, 3° 05′ 54″ O |              |
| 79     | Alignement de Kermabo                      | Carnac (Kermabo)                     | Alignement/Ouvrage de stèles |                         | 47° 37′ 27″ N, 3° 05′ 54″ O |              |
| 80     | Menhirs de Kerderff                        | Carnac (Kerderff)                    | Menhirs/Ouvrage de stèles    | Classé MH (1886)        | 47° 35′ 38″ N, 3° 05′ 31″ O |              |
| 81     | Menhir de Mané Fleurit                     | Carnac (Mané Pleurec)                | Menhir/Stèle                 |                         | 47° 38′ 20″ N, 3° 05′ 43″ O |              |
| 82     | Tertre de Coët Cougam Parc-Moine           | Carnac (Coët Cougam)                 | Tumulus/Tertre               |                         | 47° 37′ 09″ N, 3° 05′ 30″ O |              |
| 83     | Menhir de Lann Mispirec                    | Carnac (Le Ménec)                    | Menhir/Stèle                 | Classé MH (1931)        | 47° 35′ 34″ N, 3° 05′ 16″ O |              |
| 84     | Tertre de Mané Fleurit                     | Carnac (Mané Pleurec)                | Dolmen/Tombe à couloir       |                         | 47° 38′ 25″ N, 3° 05′ 33″ O |              |
| 85     | Dolmen de Gumul                            | Carnac (Gumul)                       | Dolmen/Tombe à couloir       |                         | 47° 36′ 50″ N, 3° 05′ 21″ O |              |
| 86     | Tumulus de Coet Houarem                    | Carnac (Quelvezin)                   | Tumulus/Tertre               |                         | 47° 37′ 50″ N, 3° 05′ 27″ O |              |
| 87     | Tertre de Kerogel                          | Carnac (Kerogel)                     | Tumulus/Tertre               |                         | 47° 36′ 22″ N, 3° 05′ 16″ O |              |
| 88     | Menhirs de Kermalvezin                     | Carnac (Kermalvezin)                 | Menhirs/Ouvrage de stèles    |                         | 47° 37′ 17″ N, 3° 05′ 22″ O |              |
| 89     | Enceinte du Menec                          | Carnac (Le Ménec)                    | Enceinte/Ouvrage de stèles   | Classé MH (1889, 1923), | 47° 35′ 29″ N, 3° 05′ 09″ O |              |
| 90     | Menhir de Crifol                           | Carnac (Le Ménec)                    | Menhir/Stèle                 | Classé MH (1886)        | 47° 35′ 43″ N, 3° 05′ 07″ O |              |
| 91     | Tumulus de Kermalvezin                     | Carnac (Coët Cougam)                 | Tumulus                      |                         | 47° 37′ 20″ N, 3° 05′ 17″ O |              |
| 92     | Menhir Nord du Ménec                       | Carnac (Le Ménec)                    | Menhir/Stèle                 |                         | 47° 35′ 35″ N, 3° 05′ 03″ O |              |
| 93     | Alignements de Quéric-la-Lande - Er Grageu | Carnac (Quéric-la-Lande)             | Alignement/Ouvrage de stèles | Inscrit MH (2023)       | 47° 38′ 16″ N, 3° 05′ 21″ O |              |
| 94     | Dolmens de Mané-Kerioned                   | Carnac (Mané Kerioned)               | Dolmen/Tombe à couloir       | Classé MH (1889)        | 47° 36′ 55″ N, 3° 05′ 11″ O |              |
| 95     | Allée de Quéric-la-Lande - Er Grageu       | Carnac (Quéric-la-Lande)             | Dolmen/Tombe à couloir       | Inscrit MH (2023)       | 47° 38′ 11″ N, 3° 05′ 19″ O |              |
| 96     | Dolmens de Mané Roh en Tallec              | Carnac (Quéric-la-Lande)             | Dolmen/Tombe à couloir       | Inscrit MH (2023)       | 47° 38′ 21″ N, 3° 05′ 18″ O |              |
| 97     | Menhir de Lann Nilestrec                   | Carnac (Le Bourg)                    | Menhir/Stèle                 | Classé MH (1889)        | 47° 35′ 05″ N, 3° 04′ 53″ O |              |
| 98     | Tertre de Kériaval                         | Carnac (Keriaval)                    | Tumulus/Tertre               |                         | 47° 36′ 58″ N, 3° 05′ 03″ O |              |
| 99     | Alignements de Kériaval 1                  | Carnac (Keriaval)                    | Alignement/Ouvrage de stèles | Classé MH (1940),       | 47° 36′ 51″ N, 3° 05′ 02″ O |              |
| 100    | Dolmens de Quéric-la-Lande                 | Carnac (Quéric-la-Lande)             | Dolmen/Tombe à couloir       | Classé MH (1929)        | 47° 38′ 04″ N, 3° 05′ 10″ O |              |
| 101    | Dolmen de Cruz-Menquen                     | Carnac (Rue du Courdiec)             | Dolmen/Tombe à couloir       | Classé MH (1929)        | 47° 35′ 18″ N, 3° 04′ 50″ O |              |
| IX     | Tertre de Lann Granvillarec 5              | Carnac (Lann er Groez)               | Tumulus/Tertre               |                         | 47° 37′ 23″ N, 3° 05′ 04″ O |              |
| 103    | Menhirs de la rue du Courdiec              | Carnac (Le Ménec)                    | Menhirs/Ouvrage de stèles    |                         | 47° 35′ 30″ N, 3° 04′ 51″ O |              |
| 104    | Dolmen de Kériaval                         | Carnac (Keriaval)                    | Dolmen/Tombe à couloir       | Classé MH (1889)        | 47° 36′ 55″ N, 3° 05′ 00″ O |              |
| 105    | Tertre de Lann Granvillarec 3              | Carnac (Keriaval)                    | Tumulus/Tertre               |                         | 47° 37′ 15″ N, 3° 05′ 01″ O |              |
| 106    | Alignements du Menec - Menec Vras          | Carnac (Le Ménec)                    | Alignement/Ouvrage de stèles | Classé MH (1889)        | 47° 35′ 36″ N, 3° 04′ 49″ O |              |
| 107    | Menhirs de Lann Granvillarec 8             | Carnac (Keriaval)                    | Blocs                        |                         | 47° 37′ 13″ N, 3° 05′ 01″ O |              |
| X      | Déposition de la place de la chapelle      | Carnac (Place de la chapelle)        | Déposition                   |                         | 47° 35′ 00″ N, 3° 04′ 44″ O |              |
| 109    | Alignement de Lann Granvillarec 12         | Carnac (Kergrim)                     | Alignement/Ouvrage de stèles |                         | 47° 37′ 05″ N, 3° 04′ 59″ O |              |
| 110    | Tertre de Lann Granvillarec 4              | Carnac (Keriaval)                    | Tumulus/Tertre               |                         | 47° 37′ 18″ N, 3° 05′ 00″ O |              |
| 111    | Tertre de Lann Granvillarec 2              | Carnac (Keriaval)                    | Tumulus/Tertre               | Classé MH (1940)        | 47° 37′ 13″ N, 3° 05′ 00″ O |              |
| 112    | Alignements de Lann Granvillarec 6         | Carnac (Keriaval)                    | Alignement/Ouvrage de stèles | Classé MH (1940)        | 47° 37′ 11″ N, 3° 04′ 59″ O |              |
| 113    | Tertre de Lann Granvillarec 1              | Carnac (Keriaval)                    | Tumulus/Tertre               | Classé MH (1938)        | 47° 37′ 10″ N, 3° 04′ 58″ O |              |
| 114    | Dolmen de Kluder-Yer                       | Carnac (Keriaval)                    | Dolmen/Tombe à couloir       | Classé MH (1889)        | 47° 37′ 09″ N, 3° 04′ 58″ O |              |
| 115    | Enceinte de Lann Granvillarec 7            | Carnac (Keriaval)                    | Alignement/Ouvrage de stèles | Classé MH (1940)        | 47° 37′ 15″ N, 3° 04′ 56″ O |              |
| 116    | Alignement de Mané Bogad                   | Ploemel (Mané Bogad)                 | Alignement/Ouvrage de stèles |                         | 47° 38′ 57″ N, 3° 05′ 06″ O |              |
| 117    | Tertre de Kerlann Vihan                    | Ploemel (Mané Bogad)                 | Tumulus/Tertre               |                         | 47° 39′ 02″ N, 3° 05′ 06″ O |              |
| 118    | Alignement de Kerlann Vihan                | Ploemel (Mané Bogad)                 | Alignement/Ouvrage de stèles |                         | 47° 39′ 03″ N, 3° 05′ 06″ O |              |
| 119    | Alignements de Kériaval 2                  | Carnac (Keriaval)                    | Alignement/Ouvrage de stèles | Classé MH (1940)        | 47° 36′ 57″ N, 3° 04′ 51″ O |              |
| 120    | Dolmen de Nautério Lannec Rocolan          | Carnac (Nautério)                    | Dolmen/Tombe à couloir       | Inscrit MH (2023)       | 47° 36′ 42″ N, 3° 04′ 49″ O |              |
| 121    | Tertre de Kergrim Parc Gregoire            | Carnac (Parc Gregoire)               | Tumulus/Tertre               |                         | 47° 37′ 39″ N, 3° 04′ 55″ O |              |
| 122    | Alignement de Lann Granvillarec 9          | Carnac (Keriaval)                    | Alignement/Ouvrage de stèles |                         | 47° 37′ 14″ N, 3° 04′ 50″ O |              |
| 123    | Tertre de Keriaval 3                       | Carnac (Keriaval)                    | Tumulus/Tertre               |                         | 47° 37′ 06″ N, 3° 04′ 49″ O |              |
| 124    | Tumulus de Grah Trimen                     | Carnac (La Croix Audran)             | Dolmen/Tombe à couloir       |                         | 47° 35′ 35″ N, 3° 04′ 38″ O |              |
| 125    | Alignement de Crucuny 1                    | Carnac (Crucuny)                     | Alignement/Ouvrage de stèles | Classé MH (1940)        | 47° 37′ 07″ N, 3° 04′ 48″ O |              |
| 126    | Alignements de Mané Lavarec                | Carnac (Quelvezin)                   | Alignement/Ouvrage de stèles |                         | 47° 37′ 48″ N, 3° 04′ 52″ O |              |
| 127    | Dolmen de Mané-Bogad                       | Ploemel (Mané Bogad)                 | Dolmen/Tombe à couloir       | Classé MH (1931)        | 47° 38′ 55″ N, 3° 05′ 00″ O |              |
| 128    | Tertre de Mané Lavarec                     | Carnac (Quelvezin)                   | Tumulus/Tertre               |                         | 47° 37′ 50″ N, 3° 04′ 50″ O |              |
| 129    | Alignements de Lann Granvillarec 11        | Carnac (Kergrim)                     | Alignement/Ouvrage de stèles |                         | 47° 37′ 22″ N, 3° 04′ 46″ O |              |
| 130    | Dolmen de Nautério Run Mori                | Carnac (Nautério)                    | Dolmen/Tombe à couloir       |                         | 47° 36′ 32″ N, 3° 04′ 40″ O |              |
| 131    | Dolmen de Mané Lavarec                     | Carnac (Quelvezin)                   | Dolmen/Tombe à couloir       | Classé MH (1927)        | 47° 37′ 50″ N, 3° 04′ 48″ O |              |
| 132    | Allée sépulcrale de Mané Gardreine         | Carnac (Mézerma)                     | Dolmen/Allée couverte        | Inscrit MH (2023)       | 47° 37′ 41″ N, 3° 04′ 46″ O |              |
| 133    | Tumulus de Lann Blatte                     | Ploemel (Mané Bogad)                 | Tumulus                      |                         | 47° 39′ 01″ N, 3° 04′ 54″ O |              |
| 134    | Dolmen de Mané Gardreine 1                 | Carnac (Mézerma)                     | Dolmen/Tombe à couloir       | Inscrit MH (2023)       | 47° 37′ 42″ N, 3° 04′ 44″ O |              |
| 135    | Alignement de Lann Blatte                  | Ploemel (Mané Bogad)                 | Alignement/Ouvrage de stèles |                         | 47° 39′ 03″ N, 3° 04′ 53″ O |              |
| 136    | Tertre de Crucuny Er Gradouresse           | Carnac (Crucuny)                     | Tumulus/Tertre               |                         | 47° 37′ 12″ N, 3° 04′ 39″ O |              |
| 137    | Tertre de Cloucarnac 2 - Saint-Michel      | Carnac (Cloucarnac)                  | Tumulus/Tertre               |                         | 47° 35′ 18″ N, 3° 04′ 26″ O |              |
| 138    | Alignement de Crucuny Ouest                | Carnac (Le Moustoir)                 | Alignement/Ouvrage de stèles |                         | 47° 36′ 58″ N, 3° 04′ 37″ O |              |
| 139    | Tumulus du Mont-Saint-Michel               | Carnac (Cloucarnac)                  | Tumulus/Tertre               | Classé MH (1889)        | 47° 35′ 16″ N, 3° 04′ 24″ O |              |
| 140    | Tumulus de Cloucarnac 1                    | Carnac (Cloucarnac)                  | Tumulus                      |                         | 47° 35′ 25″ N, 3° 04′ 25″ O |              |
| 141    | Dolmen du tumulus Saint-Michel             | Carnac (Cloucarnac)                  | Dolmen/Tombe à couloir       | Classé MH (1889)        | 47° 35′ 16″ N, 3° 04′ 24″ O |              |
| 142    | Alignement de Bulenn Vras                  | Ploemel (Guib)                       | Alignement/Ouvrage de stèles |                         | 47° 39′ 06″ N, 3° 04′ 47″ O |              |
| 143    | Enceinte de Toul Chignan                   | Carnac (Le Ménec)                    | Enceinte/Ouvrage de stèles   |                         | 47° 35′ 44″ N, 3° 04′ 24″ O |              |
| XI     | Tumulus de La Croix Audran 2               | Carnac (La Croix Audran)             | Tumulus/Tertre               |                         | 47° 35′ 32″ N, 3° 04′ 19″ O |              |
| 145    | Tertre de Crucuny 7                        | Carnac (Crucuny)                     | Tumulus/Tertre               |                         | 47° 36′ 54″ N, 3° 04′ 28″ O |              |
| 146    | Tumulus de la Croix Audran                 | Carnac (La Croix Audran)             | Tumulus/Tertre               |                         | 47° 35′ 39″ N, 3° 04′ 19″ O |              |
| 147    | Stèle du Guib                              | Ploemel (Guib)                       | Alignement/Ouvrage de stèles |                         | 47° 39′ 13″ N, 3° 04′ 43″ O |              |
| 148    | Enceinte de Crucuny                        | Carnac (Crucuny)                     | Enceinte/Ouvrage de stèles   | Classé MH (1926)        | 47° 36′ 57″ N, 3° 04′ 27″ O |              |
| 149    | Tumulus de Crucuny Er Mané                 | Carnac (Crucuny)                     | Tumulus/Tertre               | Classé MH (1900)        | 47° 37′ 08″ N, 3° 04′ 27″ O |              |
| 150    | Menhir du tumulus de Crucuny               | Carnac (Crucuny)                     | Menhir/Stèle                 | Classé MH (1900)        | 47° 37′ 08″ N, 3° 04′ 27″ O |              |
| 151    | Tumulus de Kerallan                        | Carnac (Kergouellec)                 | Tumulus                      |                         | 47° 34′ 52″ N, 3° 04′ 11″ O |              |
| 152    | Alignement de Er Landi                     | Carnac (Crucuny)                     | Alignement/Ouvrage de stèles |                         | 47° 36′ 42″ N, 3° 04′ 20″ O |              |
| 153    | Alignement de Lenn Lochet                  | Carnac (Crucuny)                     | Alignement/Ouvrage de stèles |                         | 47° 36′ 39″ N, 3° 04′ 19″ O |              |
| 154    | Menhir de Mané Coh Clour                   | Carnac (Le Nignol)                   | Alignement/Ouvrage de stèles |                         | 47° 36′ 09″ N, 3° 04′ 15″ O |              |
| 155    | Tertre de Crucuny 6                        | Carnac (Crucuny)                     | Tumulus/Tertre               |                         | 47° 36′ 59″ N, 3° 04′ 21″ O |              |
| 156    | Tertre de Crucuny 5                        | Carnac (Crucuny)                     | Tumulus/Tertre               |                         | 47° 36′ 51″ N, 3° 04′ 19″ O |              |
| 157    | Tertre de Mané Pochat Er Uieu              | Carnac (Crucuny)                     | Tumulus/Tertre               |                         | 47° 36′ 53″ N, 3° 04′ 15″ O |              |
| 158    | Menhirs de Kermario 3                      | Carnac (Kermario)                    | Menhirs/Ouvrage de stèles    |                         | 47° 35′ 49″ N, 3° 04′ 06″ O |              |
| 159    | Tertre de Mané Ty Ec                       | Carnac (Crucuny)                     | Tumulus/Tertre               |                         | 47° 36′ 48″ N, 3° 04′ 12″ O |              |
| 160    | Tertre de Kerbois                          | Carnac (Kerbois)                     | Tumulus/Tertre               |                         | 47° 38′ 08″ N, 3° 04′ 19″ O |              |
| 161    | Dolmen de Kermario                         | Carnac (Kermario)                    | Dolmen/Tombe à couloir       | Classé MH (1889)        | 47° 35′ 44″ N, 3° 04′ 02″ O |              |
| 162    | Tumulus de Kerfraval                       | Carnac (Cloucarnac)                  | Tumulus                      |                         | 47° 35′ 09″ N, 3° 03′ 57″ O |              |
| 163    | Menhir de Kerluhir                         | Carnac (Kerluir)                     | Menhir/Stèle                 | Classé MH (1889)        | 47° 35′ 25″ N, 3° 03′ 58″ O |              |
| 164    | Alignement de Tri An Saint-Cornely         | Carnac (Cloucarnac)                  | Alignement/Ouvrage de stèles |                         | 47° 35′ 17″ N, 3° 03′ 55″ O |              |
| 165    | Dolmen de Kerluir                          | Carnac (Kerluir)                     | Dolmen/Tombe à couloir       | Classé MH (1929)        | 47° 35′ 26″ N, 3° 03′ 54″ O |              |
| 166    | Affleurement de Coëtatouz                  | Carnac (Coëtatouz)                   | Affleurement                 |                         | 47° 37′ 20″ N, 3° 04′ 06″ O |              |
| 167    | Dolmens de Kergo                           | Carnac (Kergo)                       | Dolmen/Tombe à couloir       | Classé MH (1933)        | 47° 37′ 41″ N, 3° 04′ 07″ O |              |
| 168    | Dolmen de Mané Gravor                      | Carnac (Lann Gravo)                  | Dolmen/Tombe à couloir       |                         | 47° 36′ 54″ N, 3° 04′ 00″ O |              |
| 169    | Tertre de Coëtatouz                        | Carnac (Coëtatouz)                   | Tumulus/Tertre               |                         | 47° 37′ 29″ N, 3° 04′ 03″ O |              |
| 170    | Tertre de Mané Er Layeu 2                  | Carnac (Le Moustoir)                 | Tumulus/Tertre               |                         | 47° 36′ 40″ N, 3° 03′ 57″ O |              |
| 171    | Menhir du Moustoir 7                       | Carnac (Le Moustoir)                 | Menhir/Stèle                 |                         | 47° 36′ 24″ N, 3° 03′ 55″ O |              |
| 172    | Dolmen de Mané Grageux Coëtatouz           | Carnac (Coëtatouz)                   | Dolmen/Tombe à couloir       | Classé MH (1928)        | 47° 37′ 27″ N, 3° 04′ 01″ O |              |
| 173    | Alignements de Parc Bras                   | Carnac (Kergo)                       | Alignement/Ouvrage de stèles | Classé MH (1889)        | 47° 37′ 44″ N, 3° 04′ 02″ O |              |
| 174    | Dolmen de Mané-Brisil                      | Carnac (Mané Brizil)                 | Dolmen/Tombe à couloir       | Classé MH (1926)        | 47° 37′ 04″ N, 3° 03′ 54″ O |              |
| 175    | Affleurement de Kerfraval                  | Carnac (Kerfraval Roche)             | gravée/ Affleurement gravé   |                         | 47° 35′ 04″ N, 3° 03′ 40″ O |              |
| 176    | Alignements de Kermario                    | Carnac (Kermario)                    | Alignement/Ouvrage de stèles | Classé MH (1889)        | 47° 35′ 54″ N, 3° 03′ 44″ O |              |
| 177    | Tertre de Mané er Layeu 1                  | Carnac (Le Moustoir)                 | Tumulus/Tertre               |                         | 47° 36′ 48″ N, 3° 03′ 50″ O |              |
| 178    | Tertre du Moulin de Kermau                 | Carnac (Moulin de Kermau)            | Tumulus/Tertre               |                         | 47° 35′ 56″ N, 3° 03′ 43″ O |              |
| 179    | Alignements de Mané Brizil                 | Carnac (Mané Brizil)                 | Alignement/Ouvrage de stèles |                         | 47° 37′ 08″ N, 3° 03′ 51″ O |              |
| 180    | Alignement du Ruisseau de Galzan           | Ploemel (Ruisseau de Galzan)         | Alignement/Ouvrage de stèles |                         | 47° 38′ 14″ N, 3° 03′ 58″ O |              |
| 181    | Menhir de Mespirec                         | Carnac (Le Moustoir)                 | Menhirs/Ouvrage de stèles    |                         | 47° 36′ 46″ N, 3° 03′ 48″ O |              |
| 182    | Tertre de Mané Er Layeu 3                  | Carnac (Mané er Layeu)               | Tumulus                      |                         | 47° 36′ 41″ N, 3° 03′ 47″ O |              |
| 183    | Menhir Er Rohec                            | Carnac (Le Moustoir)                 | Menhir/Stèle                 | Classé MH (1926)        | 47° 36′ 49″ N, 3° 03′ 42″ O |              |
| 184    | Dolmen de Beaumer                          | Carnac (Beaumer)                     | Dolmen/Tombe à couloir       | Classé MH (1929)        | 47° 34′ 52″ N, 3° 03′ 27″ O |              |
| 185    | Tumulus du Moustoir                        | Carnac (Le Moustoir)                 | Tumulus/Tertre               | Classé MH (1889)        | 47° 36′ 44″ N, 3° 03′ 38″ O |              |
| 186    | Menhirs du tumulus du Moustoir             | Carnac (Le Moustoir)                 | Menhirs/Ouvrage de stèles    | Classé MH (1889, 1926), | 47° 36′ 44″ N, 3° 03′ 37″ O |              |
| 188    | Tertre du Moustoir Er Mané                 | Carnac (Le Moustoir)                 | Tumulus/Tertre               |                         | 47° 36′ 44″ N, 3° 03′ 33″ O |              |
| 189    | Tumulus de Kerguoc'h                       | Carnac (Kerguoc'h)                   | Tumulus                      | Classé MH (1931)        | 47° 37′ 32″ N, 3° 03′ 37″ O |              |
| 190    | Tertre du Manio 4                          | Carnac (Le Manio)                    | Tumulus/Tertre               |                         | 47° 36′ 21″ N, 3° 03′ 26″ O |              |
| 191    | Tertre du Manio 7                          | Carnac (Le Manio)                    | Tumulus/Tertre               |                         | 47° 36′ 23″ N, 3° 03′ 26″ O |              |
| 192    | Tumulus de Montauban                       | Carnac (Montauban)                   | Tumulus                      |                         | 47° 35′ 24″ N, 3° 03′ 19″ O |              |
| 193    | Menhirs de Magour Guen                     | Carnac (Le Moustoir)                 | Dolmen/Tombe à couloir       |                         | 47° 36′ 39″ N, 3° 03′ 27″ O |              |
| 194    | Quadrilatère du Manio                      | Carnac (Le Manio)                    | Enceinte/Ouvrage de stèles   | Classé MH (1900)        | 47° 36′ 14″ N, 3° 03′ 23″ O |              |
| 195    | Tertre du Manio 2                          | Carnac (Le Manio)                    | Tumulus/Tertre               | Classé MH (1939)        | 47° 36′ 04″ N, 3° 03′ 22″ O |              |
| 196    | Tertre du Manio 5                          | Carnac (Le Manio)                    | Tumulus/Tertre               |                         | 47° 36′ 26″ N, 3° 03′ 24″ O |              |
| 197    | Menhir du tertre du Manio 2                | Carnac (Le Manio)                    | Menhir/Stèle                 | Classé MH (1939)        | 47° 36′ 04″ N, 3° 03′ 22″ O |              |
| 198    | Géant du Manio                             | Carnac (Le Manio)                    | Menhir/Stèle                 | Classé MH (1900)        | 47° 36′ 13″ N, 3° 03′ 22″ O |              |
| 199    | Enceinte de Kercado                        | Carnac (Kercado)                     | Enceinte/Ouvrage de stèles   |                         | 47° 35′ 44″ N, 3° 03′ 16″ O |              |
| 200    | Dolmen de Kercado                          | Carnac (Kercado)                     | Dolmen/Tombe à couloir       | Classé MH (1923)        | 47° 35′ 45″ N, 3° 03′ 16″ O |              |
| 201    | Tertre de Mané Cristual                    | Carnac (Le Moustoir)                 | Dolmen/Tombe à couloir       |                         | 47° 36′ 43″ N, 3° 03′ 20″ O |              |
| 202    | Alignements de Lann er Pont Neuhue 2       | Carnac (Le Manio)                    | Alignement/Ouvrage de stèles |                         | 47° 36′ 32″ N, 3° 03′ 17″ O |              |
| 203    | Dolmen de Mané Er Ouah Ty Hir              | Carnac (Le Moustoir)                 | Dolmen/Tombe à couloir       | Classé MH (1933)        | 47° 36′ 38″ N, 3° 03′ 17″ O |              |
| 204    | Dolmen de Kerbospern                       | Carnac (Le Bouton D'Or)              | Dolmen/Tombe à couloir       |                         | 47° 37′ 24″ N, 3° 03′ 22″ O |              |
| 205    | Tertre du Manio 3                          | Carnac (Le Manio)                    | Tumulus/Tertre               | Classé MH (1931)        | 47° 36′ 09″ N, 3° 03′ 10″ O |              |
| 206    | Tertre du Manio 6                          | Carnac (Le Manio)                    | Tumulus/Tertre               |                         | 47° 36′ 30″ N, 3° 03′ 12″ O |              |
| 207    | Menhirs de Kergroix                        | Carnac (Kergroix)                    | Menhirs/Ouvrage de stèles    |                         | 47° 37′ 58″ N, 3° 03′ 21″ O |              |
| 208    | Dolmen du Manio                            | Carnac (Le Manio)                    | Dolmen/Tombe à couloir       |                         | 47° 36′ 07″ N, 3° 03′ 08″ O |              |
| 209    | Alignements de Lann er Pont Neuhue 1       | Carnac (Le Manio)                    | Alignement/Ouvrage de stèles |                         | 47° 36′ 34″ N, 3° 03′ 10″ O |              |
| 210    | Tertre de Kergroix Mané Hyr                | Carnac (Kergroix)                    | Dolmen/Tombe à couloir       |                         | 47° 37′ 57″ N, 3° 03′ 19″ O |              |
| 211    | Alignement de Parc er Manio                | Carnac (Le Manio)                    | Alignement/Ouvrage de stèles |                         | 47° 36′ 32″ N, 3° 03′ 09″ O |              |
| 212    | Enceinte nord de Kerlescan                 | Carnac (Kerlescan)                   | Enceinte/Ouvrage de stèles   | Classé MH (1928, 1929), | 47° 36′ 24″ N, 3° 03′ 05″ O |              |
| 213    | Dolmen de Roch-Feutet                      | Carnac (Kerguéarec)                  | Dolmen/Tombe à couloir       | Classé MH (1889)        | 47° 37′ 11″ N, 3° 03′ 10″ O |              |
| 214    | Tertre de Kerlescan                        | Carnac (Kerlescan)                   | Tumulus/Tertre               |                         | 47° 36′ 18″ N, 3° 03′ 03″ O |              |
| 215    | Enceinte de Kerlescan                      | Carnac (Kerlescan)                   | Enceinte/Ouvrage de stèles   | Classé MH (1889)        | 47° 36′ 15″ N, 3° 03′ 02″ O |              |
| 216    | Tertre de Mané Cristual 1                  | Carnac (Le Moustoir)                 | Tumulus/Tertre               |                         | 47° 36′ 44″ N, 3° 03′ 05″ O |              |
| 217    | Tumulus de Kergroix 5                      | Carnac (Kergroix)                    | Tumulus                      |                         | 47° 37′ 39″ N, 3° 03′ 11″ O |              |
| 218    | Dolmens de Clos Pernel                     | Carnac (Kerguearec)                  | Dolmen/Tombe à couloir       | Classé MH (1933)        | 47° 37′ 02″ N, 3° 03′ 06″ O |              |
| 219    | Tumulus de Clos Pernel                     | Carnac (Kerguearec)                  | Tumulus/Tertre               |                         | 47° 37′ 03″ N, 3° 03′ 06″ O |              |
| 220    | Alignement de l'Anse de Kerdual 5          | La Trinité-sur-Mer (Anse de Kerdual) | Alignement/Ouvrage de stèles |                         | 47° 35′ 10″ N, 3° 02′ 51″ O |              |
| 221    | Alignements de Kerlescan Sud               | Carnac (Kerlescan)                   | Alignement/Ouvrage de stèles |                         | 47° 36′ 08″ N, 3° 02′ 58″ O |              |
| 222    | Alignement de Kergroix 4                   | Carnac (Kergroix)                    | Alignement/Ouvrage de stèles |                         | 47° 37′ 41″ N, 3° 03′ 06″ O |              |
| 223    | Dolmen de Kerdual Er Mané                  | La Trinité-sur-Mer (Kerdual)         | Dolmen/Tombe à couloir       |                         | 47° 35′ 07″ N, 3° 02′ 49″ O |              |
| 224    | Alignements de Kerlescan                   | Carnac (Kerlescan)                   | Alignement/Ouvrage de stèles | Classé MH (1889)        | 47° 36′ 16″ N, 3° 02′ 56″ O |              |
| 225    | Menhirs de Kerlescan Er Roh                | Carnac (Kerlescan)                   | Menhirs/Ouvrage de stèles    | Classé MH (1929)        | 47° 36′ 27″ N, 3° 02′ 54″ O |              |
| 226    | Alignement du Braenn                       | La Trinité-sur-Mer (Kervinio)        | Alignement/Ouvrage de stèles |                         | 47° 35′ 32″ N, 3° 02′ 47″ O |              |
| 227    | Allée sépulcrale de Kerlescan              | Carnac (Kerlescan)                   | Dolmen/Tombe à couloir       | Classé MH (1889)        | 47° 36′ 22″ N, 3° 02′ 52″ O |              |
| 228    | Dolmen de la Madeleine                     | Carnac (La Madeleine)                | Dolmen/Tombe à couloir       | Classé MH (1900)        | 47° 37′ 15″ N, 3° 02′ 55″ O |              |
| 229    | Tertre du Braenn                           | La Trinité-sur-Mer (Kervinio)        | Tumulus/Tertre               |                         | 47° 35′ 30″ N, 3° 02′ 42″ O |              |
| 230    | Alignement de Lann Er Fetan                | Carnac (Lann er Fetan)               | Alignement/Ouvrage de stèles |                         | 47° 36′ 48″ N, 3° 02′ 48″ O |              |
| 231    | Alignement de l'Anse de Kerdual 4          | La Trinité-sur-Mer (Anse de Kerdual) | Alignement/Ouvrage de stèles |                         | 47° 35′ 02″ N, 3° 02′ 36″ O |              |
| 232    | Alignement de l'Anse de Kerdual 3          | La Trinité-sur-Mer (Anse de Kerdual) | Alignement/Ouvrage de stèles |                         | 47° 34′ 57″ N, 3° 02′ 35″ O |              |
| 233    | Tertre de Kerdual Le Vuguen                | La Trinité-sur-Mer (Le Men Du)       | Tumulus/Tertre               |                         | 47° 34′ 38″ N, 3° 02′ 32″ O |              |
| 234    | Alignement de Kerdual Le Vuguen            | La Trinité-sur-Mer (Le Men Du)       | Alignement/Ouvrage de stèles |                         | 47° 34′ 36″ N, 3° 02′ 32″ O |              |
| 235    | Menhir Du Gouyanzeur                       | Carnac (Gouyanzeur)                  | Menhir/Stèle                 |                         | 47° 37′ 32″ N, 3° 02′ 51″ O |              |
| 236    | Tumulus de l'Anse de Kerdual               | La Trinité-sur-Mer (Anse de Kerdual) | Tumulus/Tertre               |                         | 47° 34′ 57″ N, 3° 02′ 33″ O |              |
| 237    | Alignement de l'Anse de Kerdual 1          | La Trinité-sur-Mer (Anse de Kerdual) | Blocs                        |                         | 47° 34′ 52″ N, 3° 02′ 31″ O |              |
| 238    | Tertre de Kerguearec 3                     | Carnac (Kerguearec)                  | Tumulus/Tertre               |                         | 47° 36′ 50″ N, 3° 02′ 43″ O |              |
| 239    | Tertre du Castellic - Lann Vras            | Carnac (Bois du Kerguearec)          | Tumulus/Tertre               | Classé MH (1931)        | 47° 36′ 33″ N, 3° 02′ 39″ O |              |
| 240    | Tertre de Mi-Voie Kergroix                 | Carnac (Kergroix)                    | Tumulus/Tertre               |                         | 47° 38′ 24″ N, 3° 02′ 51″ O |              |
| 241    | Dolmen du Quéric-en-Arvor                  | La Trinité-sur-Mer (Le Quéric)       | Dolmen/Tombe à couloir       |                         | 47° 35′ 29″ N, 3° 02′ 29″ O |              |
| 242    | Alignements de Castellic Mané Roc'h        | Carnac (Castellic)                   | Alignement/Ouvrage de stèles |                         | 47° 36′ 49″ N, 3° 02′ 36″ O |              |
| 243    | Dolmen de Rogarte                          | Carnac (Laguen)                      | Dolmen/Tombe à couloir       |                         | 47° 37′ 16″ N, 3° 02′ 38″ O |              |
| 244    | Dolmen de Coet Er Hour                     | Carnac (Coet er Hour)                | Dolmen/Tombe à couloir       |                         | 47° 38′ 14″ N, 3° 02′ 44″ O |              |
| 245    | Dolmen de Kermarquer Er Roh                | La Trinité-sur-Mer (Kermarquer)      | Dolmen/Tombe à couloir       | Classé MH (1899)        | 47° 35′ 52″ N, 3° 02′ 26″ O |              |
| 246    | Dolmen d'Er Velen Losquet                  | La Trinité-sur-Mer (Kervilor)        | Dolmen/Tombe à couloir       | Classé MH (1931)        | 47° 36′ 03″ N, 3° 02′ 27″ O |              |
| 247    | Tumulus de Parc er Ho                      | Carnac (Kerguéarec)                  | Tumulus/Tertre               |                         | 47° 37′ 09″ N, 3° 02′ 36″ O |              |
| 248    | Alignements d'Er Mareü                     | Carnac (Kerlescan)                   | Alignement/Ouvrage de stèles |                         | 47° 36′ 32″ N, 3° 02′ 28″ O |              |
| 249    | Alignement du Petit-Ménec                  | La Trinité-sur-Mer (Kerlescan)       | Alignement/Ouvrage de stèles | Classé MH (1889)        | 47° 36′ 17″ N, 3° 02′ 25″ O |              |
| 250    | Dolmens de Kerlagade                       | Carnac (Kerlagad)                    | Dolmen/Tombe à couloir       | Classé MH (1928)        | 47° 36′ 54″ N, 3° 02′ 29″ O |              |
| 251    | Menhir de Kerlagade Er Roh                 | Carnac (Kergalad)                    | Menhir/Stèle                 | Classé MH (1889)        | 47° 37′ 06″ N, 3° 02′ 26″ O |              |
| 252    | Dolmens de Kervilor - Mané Bras            | La Trinité-sur-Mer (Kervilor)        | Dolmen/Tombe à couloir       | Classé MH (1927)        | 47° 35′ 57″ N, 3° 02′ 14″ O |              |
| 253    | Tertre de Castellic 3                      | Carnac (Castellic)                   | Tumulus/Tertre               |                         | 47° 36′ 43″ N, 3° 02′ 16″ O |              |
| 254    | Alignements du Latz - Kerlescan            | Carnac (Kerlescan)                   | Alignement/Ouvrage de stèles |                         | 47° 36′ 31″ N, 3° 02′ 13″ O |              |
| 255    | Dolmen du Castellic 1                      | Carnac (Castellic)                   | Dolmen/Tombe à couloir       |                         | 47° 36′ 45″ N, 3° 02′ 13″ O |              |
| 256    | Tertres du Lizo                            | Carnac (Le Lizo)                     | Tumulus/Tertre               |                         | 47° 37′ 43″ N, 3° 02′ 17″ O |              |
| 257    | Dolmen de Kervihan                         | Carnac (Kervihan)                    | Dolmen/Tombe à couloir       |                         | 47° 38′ 15″ N, 3° 02′ 20″ O |              |
| 258    | Dolmen de Kerdro Vihan                     | La Trinité-sur-Mer (Kerdro)          | Dolmen/Tombe à couloir       | Classé MH (1947)        | 47° 34′ 57″ N, 3° 01′ 57″ O |              |
| 259    | Tumulus de Mané Rousse                     | Carnac (Kervihan)                    | Tumulus/Tertre               |                         | 47° 36′ 26″ N, 3° 02′ 05″ O |              |
| 260    | Dolmen du Lizo                             | Carnac (Le Lizo)                     | Dolmen/Tombe à couloir       | Classé MH (1929)        | 47° 37′ 34″ N, 3° 02′ 12″ O |              |
| 261    | Dolmen du Penher                           | La Trinité-sur-Mer (Le Penher)       | Dolmen/Tombe à couloir       | Inscrit MH (2023)       | 47° 35′ 50″ N, 3° 02′ 00″ O |              |
| 262    | Camp du Lizo                               | Carnac (Le Lizo)                     | Enceinte/Ouvrage de stèles   | Classé MH (1929)        | 47° 37′ 35″ N, 3° 02′ 10″ O |              |
| 263    | Allée sépulcrale de Mané Roullarde         | La Trinité-sur-Mer (Kerisper)        | Dolmen/Allée couverte        | Classé MH (1929)        | 47° 35′ 28″ N, 3° 01′ 56″ O |              |
| 264    | Tertre du Mané Hui                         | Carnac (Kerléarec)                   | Tumulus/Tertre               | Inscrit MH (2023)       | 47° 36′ 41″ N, 3° 02′ 02″ O |              |
| 265    | Dolmen du Lac                              | La Trinité-sur-Mer (Le Lac)          | Dolmen/Tombe à couloir       |                         | 47° 36′ 24″ N, 3° 02′ 00″ O |              |
| 266    | Tumulus du Lac                             | Carnac (Le Lac)                      | Blocs                        |                         | 47° 36′ 35″ N, 3° 02′ 01″ O |              |
| 267    | Alignement du Lac Kerrieux                 | Carnac (Le Lac)                      | Alignement/Ouvrage de stèles |                         | 47° 36′ 34″ N, 3° 02′ 00″ O |              |
| 268    | Alignement du Latz                         | La Trinité-sur-Mer (Le Lac)          | Alignement/Ouvrage de stèles |                         | 47° 36′ 25″ N, 3° 01′ 59″ O |              |
| 269    | Dolmens de Kervilor-er Rohec               | La Trinité-sur-Mer (Kervilor)        | Dolmen/Tombe à couloir       | Inscrit MH (2023)       | 47° 36′ 06″ N, 3° 01′ 43″ O |              |
| 270    | Dolmen de Mané Er Mour                     | Crach (Kergouët)                     | Dolmen/Tombe à couloir       |                         | 47° 37′ 28″ N, 3° 01′ 48″ O |              |
| 271    | Tumulus du passage du Lac                  | Carnac (Passage du Lac)              | Tumulus/Tertre               |                         | 47° 36′ 41″ N, 3° 01′ 38″ O |              |
| 272    | Dolmen de Pen er Pont                      | Crach (Pen Er Pont)                  | Dolmen/Tombe à couloir       |                         | 47° 38′ 07″ N, 3° 01′ 47″ O |              |
| 273    | Dolmen de Mané Rohénezel                   | Crach (Kerourang)                    | Dolmen/Tombe à couloir       | Classé MH (1938)        | 47° 37′ 06″ N, 3° 01′ 39″ O |              |
| 274    | Allée sépulcrale du Luffang                | Crach (Luffang)                      | Dolmen/Tombe à couloir       | Classé MH (1938)        | 47° 36′ 47″ N, 3° 01′ 29″ O |              |
| 275    | Alignement de Prat Lestri                  | Crach (Luffang)                      | Alignement/Ouvrage de stèles |                         | 47° 36′ 44″ N, 3° 01′ 25″ O |              |
| 276    | Menhir de Kerourang                        | Crach (Kerourang)                    | Menhir/Stèle                 |                         | 47° 37′ 01″ N, 3° 01′ 21″ O |              |
| 277    | Dolmen de Mané Seule                       | Crach (Kergouët)                     | Dolmen/Tombe à couloir       |                         | 47° 37′ 25″ N, 3° 01′ 23″ O |              |
| 278    | Tumulus de la baie de Saint-Jean           | Crach (Baie de Saint-Jean)           | Tumulus                      | Inscrit MH (2023)       | 47° 37′ 12″ N, 3° 01′ 21″ O |              |
| 279    | Alignement de Coët Kerian                  | Crach (Kerian)                       | Alignement/Ouvrage de stèles |                         | 47° 37′ 25″ N, 3° 01′ 18″ O |              |
| 280    | Alignements de la baie de Saint-Jean       | Crach (Baie de Saint-Jean)           | Alignement/Ouvrage de stèles | Inscrit MH (2023)       | 47° 37′ 14″ N, 3° 01′ 15″ O |              |
| 281    | Dolmen de Parc er Guren                    | Crach (Kerourang)                    | Dolmen/Tombe à couloir       | Classé MH (1926)        | 47° 37′ 00″ N, 3° 01′ 04″ O |              |
| 282    | Tertre de Kerzuc                           | Crach (Kerzuc)                       | Tumulus                      |                         | 47° 36′ 54″ N, 3° 00′ 38″ O |              |
| 283    | Alignement de Kerzuc                       | Crach (Kerzuc)                       | Alignement/Ouvrage de stèles |                         | 47° 36′ 51″ N, 3° 00′ 36″ O |              |
| 284    | Dolmen de Coet Kerzu                       | Crach (Kerzuc)                       | Dolmen/Tombe à couloir       |                         | 47° 36′ 55″ N, 3° 00′ 35″ O |              |
| 285    | Dolmen de Peudrec                          | Crach (Peudrec)                      | Dolmen/Tombe à couloir       | Inscrit MH (2023)       | 47° 36′ 46″ N, 3° 00′ 24″ O |              |
| 286    | Dolmen Er Mar                              | Crach (Le Mar)                       | Dolmen/Tombe à couloir       | Classé MH (1938)        | 47° 36′ 52″ N, 3° 00′ 18″ O |              |
| XXV    | Dolmen de Saint-Laurent                    | Ploemel (Saint-Laurent)              | Dolmen/Tombe à couloir       |                         | 47° 38′ 54″ N, 3° 06′ 45″ O |              |
| XXVIII | Menhir de Saint-Cado                       | Ploemel (Saint-Cado )                | Menhir/Stèle                 |                         | 47° 39′ 11″ N, 3° 06′ 00″ O |              |

### Aire 2: Presqu'île de Quiberon - Bassin de Kerboulevin
Cette zone se situe sur la presqu'île de Quiberon, centrée sur le lieu-dit Kerboulevin ; elle concerne les communes de Quiberon et Saint-Pierre-Quiberon et inclut 13 sites, répartis sur 1 054 ha.
| N°   | Site / Monument                    | Commune (lieu-dit)                    | Nature                          | Notes            | Coordonnées                 | Illustration |
| ---- | ---------------------------------- | ------------------------------------- | ------------------------------- | ---------------- | --------------------------- | ------------ |
| 287  | Tertre Hibelleu                    | Quiberon (Pointe de Kervihan)         | Tumulus                         | Classé MH (1931) | 47° 30′ 16″ N, 3° 09′ 04″ O |              |
| 288  | Éperon du Groh Collé               | Saint-Pierre-Quiberon (Porz Stang)    | Habitat                         |                  | 47° 30′ 23″ N, 3° 09′ 01″ O |              |
| 289  | Tertre Er Hibelle                  | Quiberon (Pointe de Kervihan)         | Tumulus                         | Classé MH (1933) | 47° 30′ 12″ N, 3° 08′ 58″ O |              |
| XII  | Alignement de Kervihan er Drefigny | Saint-Pierre-Quiberon (Kervihan)      | Alignement/Ouvrage de stèles    |                  | 47° 30′ 23″ N, 3° 08′ 51″ O |              |
| XIII | Dolmen de Mané Beker Noz           | Saint-Pierre-Quiberon (Keridenvel)    | Dolmen/Tombe à couloir          |                  | 47° 30′ 48″ N, 3° 08′ 30″ O |              |
| 292  | Tumulus de Mané Beker Noz          | Saint-Pierre-Quiberon (Keridenvel)    | Tumulus/Tertre                  | Classé MH (1913) | 47° 30′ 46″ N, 3° 08′ 24″ O |              |
| 293  | Tumulus de Kervihan er Drefigny    | Saint-Pierre-Quiberon (Kervihan)      | Tumulus/Tertre                  |                  | 47° 30′ 27″ N, 3° 08′ 21″ O |              |
| 294  | Menhir d'er Rugied                 | Saint-Pierre-Quiberon (Keridenvel)    | Menhir/Stèle                    |                  | 47° 30′ 35″ N, 3° 08′ 04″ O |              |
| 295  | Enceinte de Kerbourgnec            | Saint-Pierre-Quiberon (Kerbourgnec)   | Enceinte/Ouvrage de stèles      | Classé MH (1889) | 47° 30′ 58″ N, 3° 07′ 48″ O |              |
| 296  | Menhir de Saint-Julien             | Quiberon (Kernavest)                  | Menhir/Stèle                    |                  | 47° 29′ 43″ N, 3° 07′ 30″ O |              |
| 297  | Alignement de Kerbourgnec          | Saint-Pierre-Quiberon (Kerbourgnec)   | Alignement/Ouvrage de stèles    | Classé MH (1889) | 47° 31′ 00″ N, 3° 07′ 25″ O |              |
| 298  | Alignement du Petit-Rohu           | Saint-Pierre-Quiberon (Le Petit-Rohu) | Alignement/Ouvrage de stèles    |                  | 47° 30′ 13″ N, 3° 07′ 05″ O |              |
| 299  | Rochers gravés de Saint-Julien     | Quiberon (Saint-Julien)               | Roche gravée/Affleurement gravé | Classé MH (1930) | 47° 29′ 45″ N, 3° 06′ 48″ O |              |

### Aire 3: confluence des trois rivières
La zone correspond à l'ouest du golfe du Morbihan, incluant les presqu'îles de Locmariaquer, de Baden et de Larmor-Baden, et de Rhuys, ainsi que l'île aux Moines et le sud de l'île d'Arz. Au total, elle s'étend sur huit communes (Arzon, Baden, Île-aux-Moines, Île-d'Arz, Larmor-Baden, Locmariaquer, Saint-Gildas-de-Rhuys, Sarzeau) et 8 956 ha. Elle comprend 89 sites.
| N°    | Site / Monument                           | Commune (lieu-dit)                   | Nature                       | Notes             | Coordonnées                 | Illustration |
| ----- | ----------------------------------------- | ------------------------------------ | ---------------------------- | ----------------- | --------------------------- | ------------ |
| XIV   | Déposition de Kerigan                     | Locmariaquer (Kerigan)               | Déposition                   |                   | 47° 34′ 27″ N, 2° 58′ 34″ O |              |
| 301   | Dolmen de Saint-Pierre-Lopérec            | Locmariaquer (Saint-Pierre-Lopérec)  | Dolmen/Tombe à couloir       | Inscrit MH (2023) | 47° 34′ 00″ N, 2° 58′ 17″ O |              |
| 302   | Tumulus de Saint-Pierre-Lopérec           | Locmariaquer (Saint-Pierre-Lopérec)  | Dolmen/Tombe à couloir       |                   | 47° 33′ 48″ N, 2° 57′ 51″ O |              |
| 303   | Dolmen de la pointe er Hourel             | Locmariaquer (Pointe er Hourel)      | Dolmen/Tombe à couloir       | Inscrit MH (2023) | 47° 33′ 14″ N, 2° 57′ 45″ O |              |
| 304   | Dolmen de Kerveresse                      | Locmariaquer (Scarpoche)             | Dolmen/Tombe à couloir       | Classé MH (1889)  | 47° 34′ 55″ N, 2° 57′ 47″ O |              |
| 305   | Tertre de Kerlud                          | Locmariaquer (Kerlud)                | Tumulus/Tertre               |                   | 47° 33′ 55″ N, 2° 57′ 27″ O |              |
| 306   | Dolmen de Kerlud                          | Locmariaquer (Kerlud)                | Dolmen/Tombe à couloir       | Classé MH (1927)  | 47° 34′ 02″ N, 2° 57′ 24″ O |              |
| 307   | Tertre des Pierres Plates                 | Locmariaquer (Kérhéré)               | Tumulus/Tertre               |                   | 47° 33′ 23″ N, 2° 57′ 05″ O |              |
| 308   | Allée coudée des Pierres Plates           | Locmariaquer (Kérhéré)               | Dolmen/Tombe à couloir       | Classé MH (1889)  | 47° 33′ 24″ N, 2° 57′ 03″ O |              |
| 309   | Dolmen du tumulus du Mané-Lud             | Locmariaquer (Le Nelud)              | Dolmen/Tombe à couloir       | Classé MH (1889)  | 47° 34′ 26″ N, 2° 57′ 05″ O |              |
| 310   | Tumulus du Mané-Lud                       | Locmariaquer (Le Nelud)              | Tumulus/Tertre               | Classé MH (1889)  | 47° 34′ 26″ N, 2° 57′ 03″ O |              |
| 311   | Tumulus d'Er Grah                         | Locmariaquer (Er Grah)               | Tumulus/Tertre               | Classé MH (1935)  | 47° 34′ 19″ N, 2° 57′ 02″ O |              |
| 312   | Le Grand menhir brisé                     | Locmariaquer (Er Grah)               | Alignement/Ouvrage de stèles | Classé MH (1889)  | 47° 34′ 17″ N, 2° 57′ 01″ O |              |
| 313   | Dolmen de la Table des Marchands          | Locmariaquer (Er Grah)               | Dolmen/Tombe à couloir       | Classé MH (1889)  | 47° 34′ 18″ N, 2° 56′ 59″ O |              |
| 314   | Dolmen du Mané-Rutual 2                   | Locmariaquer (Le Bronzo)             | Dolmen/Tombe à couloir       |                   | 47° 34′ 09″ N, 2° 56′ 54″ O |              |
| 315   | Dolmen du Mané-Rutual                     | Locmariaquer (Le Bronzo)             | Dolmen/Tombe à couloir       | Classé MH (1889)  | 47° 34′ 09″ N, 2° 56′ 52″ O |              |
| 316   | Menhir Men Bronzo                         | Locmariaquer (Le Bronzo)             | Menhir/Stèle                 | Classé MH (1938)  | 47° 34′ 11″ N, 2° 56′ 51″ O |              |
| 317   | Menhir de Mein Er Mere                    | Locmariaquer (Le Port)               | Menhir/Stèle                 | Classé MH (2023)  | 47° 34′ 18″ N, 2° 56′ 39″ O |              |
| 318   | Tumulus de La Falaise                     | Locmariaquer (La Falaise)            | Tumulus/Tertre               |                   | 47° 33′ 22″ N, 2° 56′ 21″ O |              |
| 319   | Tumulus du Mané er Hroëck                 | Locmariaquer (Er Hroueg)             | Tumulus/Tertre               | Classé MH (1889)  | 47° 33′ 46″ N, 2° 56′ 19″ O |              |
| 320   | Alignement du Grand Huernic               | Locmariaquer (île du Grand Huernic)  | Alignement/Ouvrage de stèles |                   | 47° 34′ 57″ N, 2° 56′ 15″ O |              |
| 321   | Tertre du Petit Huernic                   | Locmariaquer (île du Petit Huernic)  | Tumulus                      |                   | 47° 34′ 51″ N, 2° 56′ 13″ O |              |
| 322   | Dolmen de Kerpenhir                       | Locmariaquer (Kerpenhir)             | Dolmen/Tombe à couloir       |                   | 47° 33′ 35″ N, 2° 55′ 59″ O |              |
| 323   | Tertre de Kerpenhir 5                     | Locmariaquer (Kerpenhir)             | Tumulus/Tertre               |                   | 47° 33′ 23″ N, 2° 55′ 47″ O |              |
| 324   | Tumulus de Kerpenhir                      | Locmariaquer (Kerpenhir)             | Tumulus/Tertre               |                   | 47° 33′ 18″ N, 2° 55′ 45″ O |              |
| 325   | Stèle de Kerpenhir                        | Locmariaquer (Kerpenhir)             | Menhir/Stèle                 |                   | 47° 33′ 22″ N, 2° 55′ 44″ O |              |
| 326   | Tumulus des Sept Îles 2                   | Baden (Sept Îles)                    | Tumulus                      |                   | 47° 35′ 06″ N, 2° 55′ 55″ O |              |
| 327   | Menhir de Men Letionnec                   | Locmariaquer (Kerpenhir)             | Alignement/Ouvrage de stèles | Inscrit MH (2023) | 47° 33′ 27″ N, 2° 55′ 42″ O |              |
| 328   | Tumulus des Sept Îles                     | Baden (Sept Îles)                    | Tumulus                      |                   | 47° 35′ 06″ N, 2° 55′ 47″ O |              |
| 329   | Menhir de Goémorent                       | Locmariaquer (Kerpenhir)             | Menhir/Stèle                 | Inscrit MH (2023) | 47° 33′ 34″ N, 2° 55′ 33″ O |              |
| 330   | Alignements de Kerpenhir 2                | Locmariaquer (Kerpenhir)             | Alignement/Ouvrage de stèles | Inscrit MH (2023) | 47° 33′ 25″ N, 2° 55′ 32″ O |              |
| 331   | Alignements de Kerpenhir 1                | Locmariaquer (Kerpenhir)             | Alignement/Ouvrage de stèles | Inscrit MH (2023) | 47° 33′ 31″ N, 2° 55′ 31″ O |              |
| 332   | Dolmen de l'île Réno                      | Baden (Er Runio)                     | Dolmen/Tombe à couloir       |                   | 47° 34′ 43″ N, 2° 55′ 37″ O |              |
| 333   | Dolmen de Mané Venguen Toulvern           | Baden (Toulvern)                     | Dolmen/Tombe à couloir       | Inscrit MH (2023) | 47° 35′ 47″ N, 2° 55′ 32″ O |              |
| 334   | Dolmen du Couédic                         | Baden (Le Couédic)                   | Dolmen/Tombe à couloir       |                   | 47° 35′ 20″ N, 2° 55′ 26″ O |              |
| 335   | Dolmens du Couédic                        | Baden (Le Couédic)                   | Dolmen/Tombe à couloir       | Inscrit MH (2023) | 47° 35′ 14″ N, 2° 55′ 23″ O |              |
| 336   | Dolmen de La Grotte Toulvern              | Baden (Toulvern)                     | Dolmen/Tombe à couloir       | Inscrit MH (1980) | 47° 35′ 57″ N, 2° 55′ 27″ O |              |
| 337   | Tertre de Locmiquel                       | Baden (Locmiquel)                    | Tumulus/Tertre               |                   | 47° 35′ 10″ N, 2° 55′ 08″ O |              |
| 338   | Dolmen de Bilgroix                        | Arzon (Bilgroix)                     | Dolmen/Allée couverte        | Classé MH (1978)  | 47° 33′ 22″ N, 2° 54′ 50″ O |              |
| 339   | Tertre de Locmiquel Benaleu               | Baden (Locmiquel)                    | Tumulus/Tertre               |                   | 47° 35′ 19″ N, 2° 55′ 02″ O |              |
| XV    | Tumulus de Bilgroix                       | Arzon (Bilgroix)                     | Tumulus/Tertre               |                   | 47° 33′ 17″ N, 2° 54′ 46″ O |              |
| 341   | Menhir du Motenno 2                       | Arzon (Le Motenno)                   | Menhir/Stèle                 |                   | 47° 33′ 42″ N, 2° 54′ 30″ O |              |
| XVI   | Dolmen du Motenno                         | Arzon (Le Motenno)                   | Dolmen/Tombe à couloir       |                   | 47° 33′ 41″ N, 2° 54′ 30″ O |              |
| 343   | Menhir du Motenno                         | Arzon (Le Motenno)                   | Menhir/Stèle                 |                   | 47° 33′ 28″ N, 2° 54′ 27″ O |              |
| 344   | Dolmen de l'Île Longue                    | Larmor-Baden (Île Longue)            | Dolmen/Tombe à couloir       | Inscrit MH (2023) | 47° 34′ 03″ N, 2° 54′ 29″ O |              |
| 345   | Tumulus du Motenno                        | Arzon (Le Motenno)                   | Tumulus/Tertre               |                   | 47° 33′ 35″ N, 2° 54′ 24″ O |              |
| 346   | Cairn de Petit Mont                       | Arzon (Petit Mont)                   | Dolmen/Tombe à couloir       | Classé MH (1904)  | 47° 32′ 12″ N, 2° 54′ 08″ O |              |
| XVII  | Déposition de la pointe du Berchis        | Larmor-Baden (Pointe du Berchis)     | Déposition                   |                   | 47° 34′ 57″ N, 2° 54′ 19″ O |              |
| 348   | Menhirs du Clos Vouillaren                | Arzon (Bernon)                       | Alignement/Ouvrage de stèles |                   | 47° 33′ 01″ N, 2° 53′ 59″ O |              |
| XVIII | Déposition du Bernon                      | Arzon (Bernon)                       | Tumulus/Tertre               |                   | 47° 33′ 03″ N, 2° 53′ 56″ O |              |
| XIX   | Dolmen du Bourgneuf                       | Arzon (Bourgneuf)                    | Alignement/Ouvrage de stèles |                   | 47° 33′ 00″ N, 2° 53′ 54″ O |              |
| 351   | Cairn de Gavrinis                         | Larmor-Baden (Île de Gavrinis)       | Dolmen/Tombe à couloir       | Classé MH (1901)  | 47° 34′ 19″ N, 2° 53′ 55″ O |              |
| 352   | Enceintes d'Er Lannic                     | Arzon (Er Lannic)                    | Enceinte/Ouvrage de stèles   | Classé MH (1889)  | 47° 34′ 03″ N, 2° 53′ 48″ O |              |
| 353   | Menhirs de Grah Niol                      | Arzon (Bernon)                       | Menhir/Stèle                 |                   | 47° 33′ 13″ N, 2° 53′ 35″ O |              |
| 354   | Dolmen de Grah Niol                       | Arzon (Bernon)                       | Dolmen/Tombe à couloir       | Classé MH (1973)  | 47° 33′ 13″ N, 2° 53′ 28″ O |              |
| 355   | Dolmen d'Etal-Berder                      | Larmor-Baden (Etal Berder)           | Dolmen/Tombe à couloir       | Inscrit MH (1960) | 47° 34′ 57″ N, 2° 53′ 30″ O |              |
| 356   | Dolmen de Berder                          | Larmor-Baden (Île de Berder)         | Tumulus                      |                   | 47° 34′ 34″ N, 2° 53′ 23″ O |              |
| 357   | Dolmen de Berder 2                        | Larmor-Baden (Île de Berder)         | Dolmen/Tombe à couloir       |                   | 47° 34′ 47″ N, 2° 53′ 19″ O |              |
| 358   | Dolmen d'Hent Tenn                        | Arzon (Hent Tenn)                    | Dolmen/Tombe à couloir       |                   | 47° 33′ 49″ N, 2° 53′ 12″ O |              |
| 359   | Dolmen de Sainte-Anne Berder              | Larmor-Baden (Île de Berder)         | Dolmen/Tombe à couloir       |                   | 47° 34′ 54″ N, 2° 53′ 06″ O |              |
| 360   | Alignement du Lizeau                      | Arzon (Le Redo)                      | Alignement/Ouvrage de stèles |                   | 47° 32′ 33″ N, 2° 52′ 44″ O |              |
| 361   | Tumulus de Tumiac                         | Arzon (Tumiac)                       | Tumulus/Tertre               | Classé MH (1923)  | 47° 32′ 28″ N, 2° 52′ 20″ O |              |
| XX    | Dolmen de Kervegan Kerantalec             | Arzon (Kervegan)                     | Dolmen/Tombe à couloir       |                   | 47° 33′ 09″ N, 2° 52′ 24″ O |              |
| 363   | Menhir de Pen Castel                      | Arzon (Pen Castel)                   | Menhir/Stèle                 |                   | 47° 33′ 14″ N, 2° 52′ 21″ O |              |
| 364   | Tertre de Beninze                         | Arzon (Béninze)                      | Tumulus/Tertre               |                   | 47° 32′ 36″ N, 2° 52′ 12″ O |              |
| XXI   | Menhirs de Beninze                        | Arzon (Béninze)                      | Menhir/Stèle                 |                   | 47° 32′ 38″ N, 2° 52′ 04″ O |              |
| 366   | Menhir de Liorh Larzonnic                 | Saint-Gildas-de-Rhuys (Le Net)       | Menhir/Stèle                 | Classé MH (1967)  | 47° 32′ 07″ N, 2° 51′ 34″ O |              |
| XXII  | Menhirs du Grand Rohu                     | Saint-Gildas-de-Rhuys (Grand Rohu)   | Enceinte/Ouvrage de stèles   |                   | 47° 31′ 15″ N, 2° 51′ 24″ O |              |
| 368   | Dolmens de la pointe de Pen Nioul 1       | Île-aux-Moines (Pointe de Nioul)     | Dolmen/Tombe à couloir       | Inscrit MH (2023) | 47° 33′ 38″ N, 2° 51′ 35″ O |              |
| 369   | Dolmens de la pointe de Pen Nioul 2       | Île-aux-Moines (Pointe de Nioul)     | Dolmen/Tombe à couloir       |                   | 47° 33′ 46″ N, 2° 51′ 35″ O |              |
| 370   | Tertre de Pen Hap                         | Île-aux-Moines (Er Boglieux)         | Tumulus/Tertre               |                   | 47° 34′ 17″ N, 2° 51′ 29″ O |              |
| 371   | Dolmen de Pen Hap                         | Île-aux-Moines (Er Boglieux)         | Dolmen/Tombe à couloir       | Classé MH (1979)  | 47° 34′ 17″ N, 2° 51′ 28″ O |              |
| 372   | Dolmen de Kerno                           | Île-aux-Moines (Kerno)               | Dolmen/Tombe à couloir       |                   | 47° 34′ 56″ N, 2° 51′ 19″ O |              |
| 373   | Menhir de Men-en-Palud                    | Saint-Gildas-de-Rhuys (La Saline)    | Menhir/Stèle                 | Inscrit MH (1969) | 47° 31′ 48″ N, 2° 50′ 58″ O |              |
| 374   | Dolmen de Kergrahiec - Le Gored           | Île-aux-Moines (La Croix de Kerno)   | Dolmen/Tombe à couloir       |                   | 47° 35′ 09″ N, 2° 51′ 19″ O |              |
| 375   | Dolmen de Roh Vras                        | Île-aux-Moines (Pointe de Sperneguy) | Dolmen/Tombe à couloir       | Inscrit MH (2023) | 47° 34′ 40″ N, 2° 51′ 15″ O |              |
| 376   | Menhir de Kermaillard                     | Sarzeau (Le Net)                     | Menhir/Stèle                 | Inscrit MH (2023) | 47° 32′ 10″ N, 2° 50′ 57″ O |              |
| 377   | Dolmen de Kermaillard                     | Sarzeau (Kermaillard)                | Dolmen/Tombe à couloir       |                   | 47° 32′ 20″ N, 2° 50′ 54″ O |              |
| 378   | Menhir du Net - Clos-er-Bé                | Saint-Gildas-de-Rhuys (Le Net)       | Menhirs/Ouvrage de stèles    | Inscrit MH (1970) | 47° 31′ 49″ N, 2° 50′ 45″ O |              |
| 379   | Allée sépulcrale du Net                   | Saint-Gildas-de-Rhuys (Le Net)       | Dolmen/Allée couverte        | Classé MH (1923)  | 47° 31′ 49″ N, 2° 50′ 43″ O |              |
| 380   | Enceinte de Kergonan                      | Île-aux-Moines (Kergonan)            | Enceinte/Ouvrage de stèles   | Classé MH (1862)  | 47° 35′ 27″ N, 2° 51′ 05″ O |              |
| 381   | Menhir du Net                             | Saint-Gildas-de-Rhuys (Le Net)       | Menhir/Stèle                 | Inscrit MH (1969) | 47° 31′ 57″ N, 2° 50′ 41″ O |              |
| 382   | Menhir de Men Guen                        | Saint-Gildas-de-Rhuys (La Saline)    | Menhir/Stèle                 | Inscrit MH (1968) | 47° 31′ 33″ N, 2° 50′ 32″ O |              |
| 383   | Menhir de la rue du Couvent               | Île-aux-Moines (Locmiquel)           | Menhir/Stèle                 |                   | 47° 35′ 47″ N, 2° 50′ 46″ O |              |
| 384   | Menhir de Largueven - Fuseau de Jeannette | Sarzeau (Largueven)                  | Menhir/Stèle                 | Inscrit MH (1969) | 47° 31′ 54″ N, 2° 50′ 06″ O |              |
| 385   | Menhirs de Brouel                         | Île-aux-Moines (Brouel)              | Alignement/Ouvrage de stèles | Inscrit MH (2023) | 47° 35′ 27″ N, 2° 49′ 50″ O |              |
| 386   | Dolmen du Riellec                         | Sarzeau (Le Riellec)                 | Dolmen/Tombe à couloir       |                   | 47° 31′ 31″ N, 2° 49′ 21″ O |              |
| 387   | Dolmens de Pen Liouse                     | Île-d'Arz (Pointe de Liouse)         | Dolmen/Tombe à couloir       | Inscrit MH (2023) | 47° 34′ 45″ N, 2° 48′ 44″ O |              |
| XXX   | Dolmen de la pointe du Blair              | Baden (Pointe du Blair)              | Dolmen/Tombe à couloir       |                   | 47° 35′ 34″ N, 2° 56′ 14″ O |              |

### Aire 4: confluence des rivières du Bono et d’Auray
Cette zone s'étend sur trois communes (Crach, Le Bono, Pluneret), au confluent des rivières du Bono et d'Auray, à quelques kilomètres au nord du golfe du Morbihan et à l'est de l'aire 1. Elle comprend 10 sites sur 886 ha.
| N°    | Site / Monument                           | Commune (lieu-dit)             | Nature                    | Notes             | Coordonnées                 | Illustration |
| ----- | ----------------------------------------- | ------------------------------ | ------------------------- | ----------------- | --------------------------- | ------------ |
| 390   | Dolmens de Kerentreh                      | Crach (Kerentreh)              | Dolmen/Tombe à couloir    | Inscrit MH (2023) | 47° 37′ 47″ N, 2° 58′ 04″ O |              |
| 391   | Tumulus du jardin de mémoire              | Pluneret (Kerisper)            | Menhirs/Ouvrage de stèles |                   | 47° 38′ 24″ N, 2° 57′ 55″ O |              |
| 392   | Alignement de Kerisper                    | Pluneret (Pointe de Kerisper)  | Menhirs/Ouvrage de stèles |                   | 47° 38′ 19″ N, 2° 57′ 53″ O |              |
| 393   | Allée coudée de la pointe Vide-Bouteilles | Crach (Pointe Vide-Bouteilles) | Dolmen/Tombe à couloir    | Inscrit MH (2023) | 47° 38′ 02″ N, 2° 57′ 48″ O |              |
| 394   | Alignement du pont de Kerisper            | Pluneret (Pointe de Kerisper)  | Menhirs/Ouvrage de stèles |                   | 47° 38′ 21″ N, 2° 57′ 42″ O |              |
| 395   | Tertre de Kerdaniel                       | Pluneret (Kerdaniel)           | Tumulus/Tertre            |                   | 47° 38′ 59″ N, 2° 57′ 44″ O |              |
| 396   | Tumulus de Kernours                       | Le Bono (Kernourz)             | Dolmen/Tombe à couloir    | Classé MH (1889)  | 47° 38′ 05″ N, 2° 57′ 26″ O |              |
| 397   | Tertre du bois de Kerisper                | Pluneret (Larmor)              | Tumulus/Tertre            |                   | 47° 38′ 30″ N, 2° 57′ 19″ O |              |
| XXIII | Dolmen de Kernours                        | Le Bono (Kernourz)             | Dolmen/Tombe à couloir    |                   | 47° 38′ 16″ N, 2° 57′ 10″ O |              |
| 399   | Dolmen de Kerdrec'h                       | Le Bono (Kerdrec'h)            | Dolmen/Tombe à couloir    |                   | 47° 37′ 51″ N, 2° 57′ 03″ O |              |

### Zone tampon
Les quatre zones du bien inscrites au patrimoine mondial sont entourées d'une zone tampon s'étendant sur 98 029 ha et 21 communes, englobant la totalité de la région de Carnac, du golfe du Morbihan, de la presqu'île de Quiberon et atteignant au sud-est les îles d'Houat et d'Hœdic. Bien qu'elle ne fasse pas strictement partie du bien, elle comprend 159 sites mégalithiques référencées et en contribue à la protection, à la conservation et à la gestion.
| N°     | Site / Monument                           | Commune (lieu-dit)                      | Nature                       | Notes             | Coordonnées                 | Illustration |
| ------ | ----------------------------------------- | --------------------------------------- | ---------------------------- | ----------------- | --------------------------- | ------------ |
| IV     | Déposition de Kerdonnerh                  | Belz (Kerdonnerh)                       | Déposition                   |                   | 47° 39′ 31″ N, 3° 10′ 13″ O |              |
| XXXV   | Alignement de Montauban                   | Carnac (Montauban)                      | Alignement/Ouvrage de stèles |                   | 47° 35′ 16″ N, 3° 03′ 27″ O |              |
| 388    | Tumulus Parc-Brazo 1                      | Île-d'Arz (Ilur - Porh Ladron)          | Tumulus                      |                   | 47° 34′ 45″ N, 2° 47′ 29″ O |              |
| 389    | Alignement de Parc Brazo                  | Île-d'Arz (Ilur - Porh Ladron)          | Alignement/Ouvrage de stèles |                   | 47° 34′ 46″ N, 2° 47′ 26″ O |              |
| 400    | Alignement de Toul er Pry                 | Étel (Toul er Pry)                      | Alignement/Ouvrage de stèles |                   | 47° 39′ 34″ N, 3° 11′ 35″ O |              |
| 401    | Alignements de Kerdruellan                | Belz (Kerdruellan)                      | Alignement/Ouvrage de stèles | Classé MH (2008)  | 47° 40′ 21″ N, 3° 11′ 29″ O |              |
| 402    | Dolmens de Kerbrévost                     | Belz (Kerbrévost)                       | Dolmen/Tombe à couloir       | Classé MH (1945)  | 47° 39′ 55″ N, 3° 11′ 18″ O |              |
| 403    | Dolmen de Kerguéran                       | Belz (Kergueran)                        | Dolmen/Tombe à couloir       | Classé MH (1936)  | 47° 40′ 48″ N, 3° 11′ 13″ O |              |
| 404    | Dolmen d'Er Gadoueric                     | Erdeven (Kerhillio)                     | Dolmen/Tombe à couloir       |                   | 47° 36′ 53″ N, 3° 10′ 41″ O |              |
| 405    | Dolmen de Kerlutu Mané er Run             | Belz (Kerlutu)                          | Dolmen/Tombe à couloir       |                   | 47° 40′ 30″ N, 3° 11′ 00″ O |              |
| 406    | Dolmen de Kerlutu                         | Belz (Kerlutu)                          | Dolmen/Tombe à couloir       | Classé MH (1945)  | 47° 40′ 27″ N, 3° 10′ 52″ O |              |
| 407    | Dolmen de Kergallan                       | Belz (Les Quatre Chemins)               | Dolmen/Tombe à couloir       |                   | 47° 40′ 06″ N, 3° 10′ 41″ O |              |
| 408    | Dolmen du Moulin des Oies                 | Belz (Le Moulin des Oies)               | Dolmen/Tombe à couloir       | Inscrit MH (2023) | 47° 40′ 55″ N, 3° 10′ 46″ O |              |
| 409    | Îlot de Guernic                           | Saint-Pierre-Quiberon (Guernic)         | Roche gravée/Affleurement    | Classé MH (1930)  | 47° 33′ 09″ N, 3° 09′ 50″ O |              |
| 410    | Alignement du Petit-Niheu                 | Belz (Île du Petit-Niheu)               | Alignement/Ouvrage de stèles |                   | 47° 41′ 01″ N, 3° 10′ 37″ O |              |
| 411    | Dolmens de Kerhuen                        | Belz (Kerhuen)                          | Dolmen/Tombe à couloir       | Classé MH (1921)  | 47° 40′ 52″ N, 3° 10′ 26″ O |              |
| 412    | Menhirs de Pignoneu                       | Belz (Pignoneu)                         | Menhirs/Ouvrage de stèles    |                   | 47° 39′ 40″ N, 3° 10′ 18″ O |              |
| 413    | Dolmens du Port-Blanc                     | Saint-Pierre-Quiberon (Port Blanc)      | Dolmen/Tombe à couloir       | Classé MH (1889)  | 47° 31′ 26″ N, 3° 09′ 21″ O |              |
| 414    | Dolmen de Port-Blanc Mané Bras            | Saint-Pierre-Quiberon (Port Blanc)      | Dolmen/Tombe à couloir       |                   | 47° 31′ 27″ N, 3° 09′ 00″ O |              |
| 415    | Tumulus du Fozo                           | Saint-Pierre-Quiberon (Plage du Fozo)   | Tumulus/Tertre               |                   | 47° 31′ 47″ N, 3° 09′ 02″ O |              |
| XXIV   | Déposition de Portivy                     | Saint-Pierre-Quiberon (Portivy)         | Déposition                   |                   | 47° 31′ 43″ N, 3° 08′ 53″ O |              |
| 417    | Tumulus Er Limouzen                       | Quiberon (Trou du Souffleur)            | Tumulus/Tertre               | Classé MH (1931)  | 47° 29′ 14″ N, 3° 08′ 35″ O |              |
| 418    | Dolmen Er Renaron                         | Saint-Pierre-Quiberon (Portivy)         | Dolmen/Tombe à couloir       |                   | 47° 31′ 42″ N, 3° 08′ 50″ O |              |
| 419    | Menhir Er Limouzen                        | Quiberon (Trou du Souffleur)            | Menhir/Stèle                 | Classé MH (1931)  | 47° 29′ 14″ N, 3° 08′ 32″ O |              |
| 420    | Menhirs de Beg-er-Goh-Lannec              | Quiberon (Le Vivier)                    | Menhirs/Ouvrage de stèles    | Classé MH (1931)  | 47° 29′ 02″ N, 3° 08′ 29″ O |              |
| 421    | Dolmen de Kercadoret er Mané              | Belz (Kercadoret)                       | Dolmen/Tombe à couloir       |                   | 47° 40′ 55″ N, 3° 09′ 40″ O |              |
| 422    | Menhir de la pointe de la Guérite         | Quiberon (Gergerit)                     | Menhir/Stèle                 | Classé MH (1933)  | 47° 28′ 52″ N, 3° 08′ 13″ O |              |
| 423    | Dolmen de la pointe de la Guérite         | Quiberon (Gergerit)                     | Dolmen/Tombe à couloir       | Classé MH (1931)  | 47° 28′ 51″ N, 3° 08′ 12″ O |              |
| 424    | Roche gravée de la pointe de la Guérite   | Quiberon (Gergerit)                     | Affleurement                 | Classé MH (1931)  | 47° 28′ 48″ N, 3° 08′ 11″ O |              |
| 425    | Menhir du Villionnec                      | Belz (Villionec)                        | Menhir/Stèle                 | Inscrit MH (2023) | 47° 39′ 53″ N, 3° 09′ 23″ O |              |
| 426    | Menhirs du Mané Meur 1                    | Quiberon (Le Mané Meur)                 | Menhirs/Ouvrage de stèles    | Classé MH (1889)  | 47° 29′ 00″ N, 3° 08′ 07″ O |              |
| 427    | Dolmen du Mané Meur 3                     | Quiberon (Le Mané Meur)                 | Dolmen/Tombe à couloir       |                   | 47° 29′ 01″ N, 3° 07′ 56″ O |              |
| 428    | Menhir du Mané Meur 2                     | Quiberon (Le Mané Meur)                 | Menhir/Stèle                 | Classé MH (1927)  | 47° 28′ 59″ N, 3° 07′ 55″ O |              |
| 429    | Menhir de Beg Er Lann                     | Quiberon (Le Château)                   | Menhir/Stèle                 |                   | 47° 28′ 29″ N, 3° 07′ 50″ O |              |
| 430    | Dolmen de Roch en Aud                     | Saint-Pierre-Quiberon (Le Roch)         | Dolmen/Tombe à couloir       | Classé MH (1889)  | 47° 31′ 27″ N, 3° 08′ 10″ O |              |
| 431    | Dolmen de Kerclément                      | Belz (Kerclément)                       | Dolmen/Tombe à couloir       |                   | 47° 40′ 08″ N, 3° 08′ 46″ O |              |
| 432    | Dolmen de Keryargon                       | Belz (Keryargon)                        | Dolmen/Tombe à couloir       | Inscrit MH (2023) | 47° 39′ 47″ N, 3° 08′ 41″ O |              |
| 433    | Dolmen de Kernours                        | Belz (Kernous)                          | Dolmen                       |                   | 47° 41′ 15″ N, 3° 08′ 19″ O |              |
| 434    | Menhir du Léry                            | Erdeven (Léry)                          | Menhir/Stèle                 | Inscrit MH (2023) | 47° 39′ 35″ N, 3° 07′ 57″ O |              |
| 435    | Tumulus de Roc'h Priol                    | Quiberon (Roc'h Priol)                  | Tumulus                      |                   | 47° 28′ 55″ N, 3° 06′ 40″ O |              |
| 436    | Roche gravée de Roc'h Priol               | Quiberon (Roc'h Priol)                  | Affleurement                 | Classé MH (1920)  | 47° 28′ 56″ N, 3° 06′ 39″ O |              |
| 437    | Menhir de Beg er Vil                      | Quiberon (Beg er Vil)                   | Menhir/Stèle                 |                   | 47° 28′ 31″ N, 3° 06′ 32″ O |              |
| 438    | Menhir de Goulvarc'h                      | Quiberon (Port Jean)                    | Menhir/Stèle                 | Inscrit MH (1978) | 47° 28′ 32″ N, 3° 05′ 51″ O |              |
| 439    | Dolmen du Conguel                         | Quiberon (Port Jean)                    | Dolmen/Tombe à couloir       | Classé MH (1920)  | 47° 28′ 25″ N, 3° 05′ 48″ O |              |
| 441    | Tumulus de Saint-Colomban                 | Carnac (Saint-Colomban)                 | Tumulus/Tertre               |                   | 47° 34′ 35″ N, 3° 05′ 59″ O |              |
| 442    | Alignement de Kergonvo                    | Ploemel (Kergonvo)                      | Alignement/Ouvrage de stèles |                   | 47° 39′ 48″ N, 3° 06′ 23″ O |              |
| XXVI   | Alignement de la Gille de Kervenic        | Ploemel (Grille de Kervernic)           | Alignement/Ouvrage de stèles |                   | 47° 39′ 49″ N, 3° 06′ 11″ O |              |
| XXVII  | Dolmen de Mané Bras Kergonvo              | Ploemel (Mané Bras)                     | Dolmen/Tombe à couloir       |                   | 47° 39′ 44″ N, 3° 06′ 07″ O |              |
| 446    | Alignement du Breno                       | Carnac (Le Breno)                       | Alignement/Ouvrage de stèles |                   | 47° 34′ 35″ N, 3° 05′ 23″ O |              |
| 447    | Dolmen de Kercret Ihuel                   | Ploemel (Kercret Ihuel)                 | Dolmen/Tombe à couloir       |                   | 47° 40′ 02″ N, 3° 05′ 45″ O |              |
| 448    | Dolmen de Toul Bras                       | Quiberon (Toul Bras)                    | Dolmen/Tombe à couloir       | Classé MH (1927)  | 47° 27′ 50″ N, 3° 04′ 01″ O |              |
| 449    | Tumulus de Kervin-Brigitte                | Crach (Kervin-Brigitte)                 | Tumulus                      |                   | 47° 38′ 59″ N, 3° 01′ 33″ O |              |
| 450    | Alignement de Kernivilit                  | Saint-Philibert (Kernivilit)            | Alignement/Ouvrage de stèles |                   | 47° 35′ 16″ N, 3° 01′ 03″ O |              |
| 451    | Tumulus de Kernivilit                     | Saint-Philibert (Kernivilit)            | Tumulus                      |                   | 47° 35′ 13″ N, 3° 01′ 00″ O |              |
| 452    | Dolmen de Kervin-Brigitte                 | Crach (Kervin-Brigitte)                 | Dolmen/Tombe à couloir       | Inscrit MH (2023) | 47° 39′ 02″ N, 3° 01′ 24″ O |              |
| 453    | Dolmen du Groh Velin                      | Île-d'Houat (Treach er Veniguet)        | Dolmen/Tombe à couloir       |                   | 47° 23′ 58″ N, 2° 59′ 25″ O |              |
| 454    | Tumulus de Kernavest                      | Saint-Philibert (Kernevest)             | Tumulus/Tertre               |                   | 47° 34′ 28″ N, 3° 00′ 32″ O |              |
| 455    | Dolmen de Kervehennec Er Goren            | Saint-Philibert (Kervehennec)           | Dolmen/Tombe à couloir       | Classé MH (1927)  | 47° 35′ 45″ N, 3° 00′ 39″ O |              |
| 456    | Tumulus de Mané Canaplaye                 | Saint-Philibert (Kerroch)               | Tumulus/Tertre               | Inscrit MH (2023) | 47° 35′ 23″ N, 3° 00′ 23″ O |              |
| 457    | Dolmen de Mané Canaplaye                  | Saint-Philibert (Kerroch)               | Dolmen/Tombe à couloir       | Inscrit MH (2023) | 47° 35′ 20″ N, 3° 00′ 23″ O |              |
| 458    | Alignement de Mané Canaplaye              | Saint-Philibert (Kerroch)               | Alignement/Ouvrage de stèles | Inscrit MH (2023) | 47° 35′ 24″ N, 3° 00′ 21″ O |              |
| 459    | Dolmen du Petit Kerambel                  | Saint-Philibert (Le Petit Kerambel)     | Dolmen/Tombe à couloir       |                   | 47° 35′ 51″ N, 3° 00′ 23″ O |              |
| 460    | Menhir de Kervive                         | Crach (Kervive)                         | Menhir/Stèle                 |                   | 47° 38′ 55″ N, 3° 00′ 36″ O |              |
| 461    | Dolmen de Kernavest                       | Saint-Philibert (Kernevest)             | Dolmen/Tombe à couloir       |                   | 47° 34′ 06″ N, 2° 59′ 59″ O |              |
| 462    | Dolmen du Congre                          | Saint-Philibert (Le Congre)             | Dolmen/Tombe à couloir       |                   | 47° 35′ 45″ N, 2° 59′ 55″ O |              |
| 463    | Menhir de Portz Plouz                     | Île-d'Houat (Portz Plouz)               | Menhir/Stèle                 |                   | 47° 23′ 21″ N, 2° 58′ 25″ O |              |
| 464    | Dolmen Er Grageux Pourhors                | Saint-Philibert (Pourhors)              | Dolmen/Tombe à couloir       |                   | 47° 35′ 54″ N, 2° 59′ 49″ O |              |
| 465    | Dolmen de Kerangoff                       | Saint-Philibert (Kermané)               | Dolmen/Tombe à couloir       | Classé MH (1927)  | 47° 35′ 42″ N, 2° 59′ 40″ O |              |
| 466    | Menhir Men Milene                         | Saint-Philibert (Kerangoff)             | Menhir/Stèle                 | Classé MH (1927)  | 47° 35′ 49″ N, 2° 59′ 36″ O |              |
| 467    | Tumulus de Kerlioret                      | Saint-Philibert (Kerlioret)             | Tumulus/Tertre               |                   | 47° 35′ 12″ N, 2° 59′ 28″ O |              |
| 468    | Dolmen de la Pointe Men er Bellec         | Saint-Philibert (Pointe Men Er Bellec)  | Dolmen/Tombe à couloir       |                   | 47° 34′ 03″ N, 2° 59′ 19″ O |              |
| 469    | Menhirs de Men Plat                       | Île-d'Houat (Men Plat)                  | Menhirs/Ouvrage de stèles    | Classé MH (1931)  | 47° 23′ 24″ N, 2° 58′ 06″ O |              |
| 470    | Tertres d'Er Stang Vras                   | Île-d'Houat (Er Stang Vras)             | Tumulus/Tertre               | Classé MH (1931)  | 47° 23′ 21″ N, 2° 58′ 04″ O |              |
| 471    | Menhir de Kerglévérit                     | Crach (Kerglévérit)                     | Menhir/Stèle                 |                   | 47° 36′ 31″ N, 2° 59′ 22″ O |              |
| 472    | Dolmens de Kerran                         | Saint-Philibert (Kerran)                | Dolmen/Tombe à couloir       | Classé MH (1927)  | 47° 35′ 54″ N, 2° 59′ 16″ O |              |
| 473    | Dolmen de Kerglévérit                     | Crach (Kerglévérit)                     | Dolmen                       |                   | 47° 36′ 11″ N, 2° 59′ 16″ O |              |
| 474    | Er Menhir                                 | Île-d'Houat (Er Menhir)                 | Menhir/Stèle                 | Classé MH (1931)  | 47° 23′ 23″ N, 2° 57′ 45″ O |              |
| 475    | Tumulus de Kerinis                        | Locmariaquer (Kerinis)                  | Tumulus/Tertre               |                   | 47° 34′ 49″ N, 2° 58′ 54″ O |              |
| 476    | Tumulus de Lann Kerran                    | Saint-Philibert (Kerangoff)             | Tumulus/Tertre               |                   | 47° 35′ 33″ N, 2° 58′ 57″ O |              |
| 477    | Menhirs de Kergolvan                      | Locmariaquer (Kerguelvan)               | Menhirs/Ouvrage de stèles    |                   | 47° 34′ 48″ N, 2° 58′ 43″ O |              |
| XXIX   | Déposition de Mané Rodoté                 | Locmariaquer (Mané Rodoté)              | Déposition                   |                   | 47° 36′ 05″ N, 2° 58′ 51″ O |              |
| 479    | Tumulus de Lann Kerran 2                  | Locmariaquer (Kerran)                   | Tumulus/Tertre               |                   | 47° 35′ 51″ N, 2° 58′ 48″ O |              |
| 480    | Tumulus de Kergolvan                      | Locmariaquer (Kerguelvan)               | Tumulus/Tertre               |                   | 47° 34′ 43″ N, 2° 58′ 38″ O |              |
| 481    | Dolmen de Kercadoret                      | Locmariaquer (Kercadoret)               | Dolmen/Tombe à couloir       | Classé MH (1929)  | 47° 35′ 24″ N, 2° 58′ 41″ O |              |
| 482    | Dolmen de Pont er Lenn                    | Locmariaquer (Pont er Lenn)             | Dolmen/Tombe à couloir       |                   | 47° 36′ 09″ N, 2° 58′ 45″ O |              |
| 483    | Dolmen de Mané Grahouillet                | Locmariaquer (Kerdaniel)                | Dolmen/Tombe à couloir       | Classé MH (1938)  | 47° 36′ 02″ N, 2° 58′ 38″ O |              |
| 484    | Dolmen de Mané er Roh                     | Locmariaquer (Kerdaniel)                | Dolmen/Tombe à couloir       | Classé MH (1938)  | 47° 36′ 00″ N, 2° 58′ 37″ O |              |
| 485    | Menhir de Beg Kreiz                       | Île-d'Houat (Beg Kreiz)                 | Menhir/Stèle                 | Classé MH (1931)  | 47° 22′ 20″ N, 2° 56′ 50″ O |              |
| 486    | Dolmen de Coët-Courzo                     | Locmariaquer (Coët Courzo)              | Dolmen/Tombe à couloir       |                   | 47° 35′ 25″ N, 2° 58′ 13″ O |              |
| 487    | Dolmen de Kerjean                         | Locmariaquer (Kerjean)                  | Dolmen/Tombe à couloir       |                   | 47° 35′ 58″ N, 2° 58′ 04″ O |              |
| 488    | Dolmen de Kercado                         | Crach (Kercado)                         | Dolmen/Tombe à couloir       | Inscrit MH (2023) | 47° 36′ 50″ N, 2° 57′ 46″ O |              |
| 489    | Dolmen de Kerlavarec                      | Locmariaquer (Kerlevarec)               | Dolmen/Tombe à couloir       |                   | 47° 35′ 40″ N, 2° 57′ 33″ O |              |
| 490    | Dolmen du Rohello                         | Baden (Le Rohello)                      | Dolmen/Tombe à couloir       | Inscrit MH (2023) | 47° 37′ 07″ N, 2° 56′ 52″ O |              |
| 491    | Menhir du Bourg                           | Le Bono (Le bourg)                      | Menhir/Stèle                 |                   | 47° 38′ 24″ N, 2° 56′ 53″ O |              |
| 493    | Dolmen de Lanester                        | Baden (Lanester)                        | Dolmen/Tombe à couloir       |                   | 47° 37′ 31″ N, 2° 56′ 05″ O |              |
| 494    | Alignement de Koh Kastel                  | Hœdic (Port Blanc)                      | Alignement/Ouvrage de stèles |                   | 47° 20′ 47″ N, 2° 53′ 27″ O |              |
| 495    | Dolmen de Port-Blanc - Le Télégraphe      | Hœdic (Port Blanc)                      | Dolmen/Tombe à couloir       |                   | 47° 20′ 38″ N, 2° 53′ 20″ O |              |
| 496    | Menhir de Port Sénieu                     | Hœdic (Port Blanc)                      | Menhir/Stèle                 |                   | 47° 20′ 23″ N, 2° 53′ 15″ O |              |
| 497    | Dolmen de Port Louit                      | Hœdic (Port Louit)                      | Dolmen/Tombe à couloir       |                   | 47° 20′ 09″ N, 2° 53′ 09″ O |              |
| 498    | Dolmen de Groah er Blei                   | Hœdic (Groah er Blei)                   | Dolmen/Tombe à couloir       |                   | 47° 20′ 01″ N, 2° 53′ 06″ O |              |
| 499    | Alignement du Groah Denn                  | Hœdic (Beg en Argol)                    | Alignement/Ouvrage de stèles |                   | 47° 20′ 35″ N, 2° 52′ 47″ O |              |
| 500    | Alignement du Paluden Tourao              | Hœdic (Le Paluden)                      | Alignement/Ouvrage de stèles |                   | 47° 20′ 18″ N, 2° 52′ 45″ O |              |
| 501    | Alignement du Paluden                     | Hœdic (Le Paluden)                      | Alignement/Ouvrage de stèles |                   | 47° 20′ 13″ N, 2° 52′ 43″ O |              |
| 502    | Alignement de Beg en Argol                | Hœdic (Beg en Argol)                    | Alignement/Ouvrage de stèles |                   | 47° 20′ 36″ N, 2° 52′ 42″ O |              |
| 503    | Menhir du Bourg                           | Hœdic (Bourg)                           | Menhir/Stèle                 |                   | 47° 20′ 19″ N, 2° 52′ 39″ O |              |
| 504    | Alignement de Lenn Chipont                | Hœdic (Le Paluden)                      | Alignement/Ouvrage de stèles |                   | 47° 20′ 11″ N, 2° 52′ 26″ O |              |
| XXXI   | Alignement du Petit Étang                 | Hœdic (Petit Étang)                     | Alignement/Ouvrage de stèles |                   | 47° 20′ 28″ N, 2° 52′ 25″ O |              |
| 506    | Dolmen de la Croix                        | Hœdic (Champ du Menhir)                 | Dolmen/Tombe à couloir       | Classé MH (1926)  | 47° 20′ 24″ N, 2° 52′ 06″ O |              |
| 507    | Menhir de la Vierge                       | Hœdic (Champ du Menhir)                 | Menhir/Stèle                 | Classé MH (1926)  | 47° 20′ 23″ N, 2° 52′ 04″ O |              |
| 508    | Dolmen de Beg Lagad                       | Hœdic (Beg Lagad)                       | Tertre                       |                   | 47° 20′ 49″ N, 2° 52′ 04″ O |              |
| 509    | Menhir du Vieux Phare                     | Hœdic (Le Vieux Phare)                  | Menhir/Stèle                 |                   | 47° 20′ 29″ N, 2° 51′ 57″ O |              |
| 510    | Menhir du Vieux Phare 2                   | Hœdic (Le Vieux Phare)                  | Menhir/Stèle                 |                   | 47° 20′ 33″ N, 2° 51′ 53″ O |              |
| 511    | Alignement de Beg Lagad                   | Hœdic (Beg Lagad)                       | Alignement/Ouvrage de stèles |                   | 47° 20′ 43″ N, 2° 51′ 45″ O |              |
| 512    | Tumulus de Lann Hallate                   | Baden (Trevernic)                       | Tumulus/Tertre               |                   | 47° 38′ 10″ N, 2° 53′ 27″ O |              |
| 513    | Tumulus de Lozen                          | Baden (Kerscournet)                     | Tumulus/Tertre               |                   | 47° 38′ 06″ N, 2° 52′ 47″ O |              |
| 514    | Dolmen de Gohvihan                        | Sarzeau (Île-Gohvihan)                  | Dolmen/Tombe à couloir       |                   | 47° 33′ 36″ N, 2° 50′ 38″ O |              |
| 515    | Dolmen du Port-aux-Moines                 | Saint-Gildas-de-Rhuys (Port-aux-Moines) | Dolmen/Tombe à couloir       | Classé MH (1969)  | 47° 29′ 32″ N, 2° 50′ 03″ O |              |
| 516    | Tumulus de Kerbelec                       | Arradon (Kerbelec)                      | Tumulus/Tertre               |                   | 47° 37′ 43″ N, 2° 50′ 42″ O |              |
| 517    | Tumulus de Stibiden                       | Sarzeau (Île-Stibiden)                  | Tumulus                      |                   | 47° 33′ 31″ N, 2° 49′ 51″ O |              |
| 518    | Dolmens du Treh                           | Arradon (Pointe d'Arradon)              | Dolmen/Tombe à couloir       |                   | 47° 36′ 49″ N, 2° 50′ 03″ O |              |
| 519    | Tumulus de Parc Neuf                      | Arradon (Parc Neuf)                     | Tumulus/Tertre               |                   | 47° 38′ 28″ N, 2° 50′ 00″ O |              |
| 520    | Tumulus de la pointe de l'Ours            | Sarzeau (Pointe de l'Ours)              | Tumulus                      |                   | 47° 33′ 13″ N, 2° 49′ 23″ O |              |
| 521    | Dolmen du Vondre                          | Sarzeau (Brillac)                       | Dolmen/Tombe à couloir       | Classé MH (1939)  | 47° 32′ 22″ N, 2° 49′ 13″ O |              |
| 522    | Menhir de Kercambre                       | Saint-Gildas-de-Rhuys (Kercambre)       | Menhir/Stèle                 | Inscrit MH (1970) | 47° 29′ 13″ N, 2° 48′ 48″ O |              |
| 523    | Dolmen de Croenn Linden                   | Sarzeau (Kerbigot)                      | Dolmen/Tombe à couloir       |                   | 47° 31′ 45″ N, 2° 49′ 03″ O |              |
| 524    | Dolmen de Port Brillac                    | Sarzeau (Port Brillac)                  | Dolmen/Tombe à couloir       | Classé MH (1925)  | 47° 32′ 33″ N, 2° 48′ 36″ O |              |
| 525    | Menhirs Le Riellec                        | Sarzeau (Le Bas Bohat)                  | Menhir/Stèle                 |                   | 47° 31′ 20″ N, 2° 47′ 56″ O |              |
| 526    | Menhirs de Pen Raz                        | Île-d'Arz (Pen Raz)                     | Blocs                        |                   | 47° 35′ 18″ N, 2° 48′ 00″ O |              |
| 527    | Tumulus de Kerhenry                       | Arradon (Kerhenry)                      | Tumulus/Tertre               |                   | 47° 37′ 45″ N, 2° 48′ 12″ O |              |
| XXXII  | Déposition de Pen Boch                    | Arradon (Pen Boch)                      | Déposition                   |                   | 47° 37′ 10″ N, 2° 47′ 59″ O |              |
| 529    | Dolmen de Keranna                         | Arradon (Keranna)                       | Dolmen/Tombe à couloir       |                   | 47° 38′ 10″ N, 2° 48′ 00″ O |              |
| 530    | Dolmen de Kerhenry                        | Arradon (Kerhenry)                      | Dolmen/Tombe à couloir       | Inscrit MH (2023) | 47° 37′ 50″ N, 2° 47′ 51″ O |              |
| 531    | La Butte d'Antoine                        | Arradon (Butte d'Antoine)               | Tumulus/Tertre               |                   | 47° 37′ 29″ N, 2° 47′ 45″ O |              |
| 532    | Tumulus de Pennero                        | Île-d'Arz (Pennero)                     | Dolmen/Tombe à couloir       |                   | 47° 36′ 01″ N, 2° 47′ 27″ O |              |
| 533    | Dolmen du Men Hiaul                       | Sarzeau (Kerblay)                       | Dolmen/Tombe à couloir       |                   | 47° 30′ 40″ N, 2° 46′ 49″ O |              |
| 534    | Menhir de Kerthomas                       | Sarzeau (Les Quatre Vents)              | Menhir/Stèle                 |                   | 47° 31′ 33″ N, 2° 46′ 41″ O |              |
| 535    | Tumulus du Patis                          | Sarzeau (Le Patis)                      | Tumulus                      |                   | 47° 31′ 39″ N, 2° 45′ 46″ O |              |
| 536    | Dolmen de Boëde 4                         | Séné (Île de Boëd)                      | Dolmen/Tombe à couloir       |                   | 47° 36′ 27″ N, 2° 46′ 11″ O |              |
| 537    | Tumulus de Boëde                          | Séné (Île de Boëd)                      | Tumulus                      |                   | 47° 36′ 24″ N, 2° 45′ 57″ O |              |
| 538    | Dolmens de Boëde 2                        | Séné (Île de Boëd)                      | Dolmen/Tombe à couloir       |                   | 47° 36′ 21″ N, 2° 45′ 24″ O |              |
| 539    | Dolmens de Boëde 3                        | Séné (Île de Boëd)                      | Dolmen/Tombe à couloir       |                   | 47° 36′ 13″ N, 2° 45′ 13″ O |              |
| 540    | Dolmen de Gornevez                        | Séné (Le Gornevez)                      | Dolmen/Tombe à couloir       | Classé MH (1968)  | 47° 36′ 29″ N, 2° 44′ 43″ O |              |
| 541    | Tumulus de Morboul                        | Séné (Morboul)                          | Tumulus/Tertre               |                   | 47° 36′ 51″ N, 2° 44′ 43″ O |              |
| 542    | Tumulus de l'île Tascon                   | Saint-Armel (Île Tascon)                | Terte/Tumulus                |                   | 47° 35′ 00″ N, 2° 44′ 15″ O |              |
| 543    | Menhir de Cohporh                         | Sarzeau (Cohporh)                       | Menhir/Stèle                 | Inscrit MH (2023) | 47° 31′ 36″ N, 2° 43′ 36″ O |              |
| 544    | Tumulus de la Villeneuve                  | Séné (Le Péchit)                        | Tumulus                      |                   | 47° 35′ 34″ N, 2° 43′ 42″ O |              |
| 545    | Dolmens d'Ozon                            | Séné (Ozon)                             | Dolmen                       |                   | 47° 36′ 21″ N, 2° 43′ 35″ O |              |
| 546    | Menhir de Kerbiguiot Boderin              | Sarzeau (Boderin)                       | Menhir/Stèle                 |                   | 47° 30′ 58″ N, 2° 43′ 01″ O |              |
| 547    | Tumulus de Bellevue                       | Sarzeau (Belle-Vue)                     | Tumulus/Tertre               |                   | 47° 31′ 41″ N, 2° 42′ 58″ O |              |
| 548    | Tumulus de Bilherbon                      | Séné (Bilherbon)                        | Tumulus/Tertre               |                   | 47° 36′ 09″ N, 2° 43′ 08″ O |              |
| 549    | Alignement du mur du Roy                  | Sarzeau (Penvins)                       | Alignement/Ouvrage de stèles |                   | 47° 30′ 21″ N, 2° 40′ 39″ O |              |
| 550    | Menhir de la Truie                        | Sarzeau (La Truie)                      | Menhir/Stèle                 | Inscrit MH (2023) | 47° 29′ 46″ N, 2° 40′ 24″ O |              |
| 551    | Tumulus de Becudo                         | Sarzeau (Penvins)                       | Tumulus                      |                   | 47° 30′ 22″ N, 2° 40′ 17″ O |              |
| 552    | Menhirs des Trois Demoiselles             | Sarzeau (Pointe de Becudo)              | Menhirs/Ouvrage de stèles    |                   | 47° 30′ 12″ N, 2° 40′ 15″ O |              |
| XXXIII | Dolmen de Lescouët                        | Locoal-Mendon (Lescouët)                | Dolmen                       |                   | 47° 41′ 44″ N, 3° 08′ 30″ O |              |
| XXXIV  | Dolmen de Mané-er-Hloh 2                  | Locoal-Mendon (Cléher)                  | Dolmen/Allée couverte        |                   | 47° 41′ 26″ N, 3° 06′ 59″ O |              |
| 555    | Allée coudée de Mané-er-Hloh - Mané Bihan | Locoal-Mendon (Cléher)                  | Dolmen/Allée couverte        | Classé MH (1921)  | 47° 41′ 21″ N, 3° 07′ 01″ O |              |
| 556    | Dolmen de Locqueltas                      | Locoal-Mendon (Locqueltas)              | Dolmen                       | Classé MH (1921)  | 47° 40′ 16″ N, 3° 06′ 49″ O |              |
| 557    | Dolmen de Mané-er-Hloh - Mané Bras        | Locoal-Mendon (Cléher)                  | Dolmen/Allée couverte        | Classé MH (1921)  | 47° 41′ 29″ N, 3° 06′ 56″ O |              |